# Movie Games
Movie Games – polski producent i wydawca gier komputerowych z siedzibą w Warszawie, założony w 2016 roku.

## Historia
Movie Games zostało założone w 2016 r. przez Mateusza Wcześniaka, Aleksego Uchańskiego (znanego czytelnikom magazynu CD-Action pod pseudonimem Alex) i Macieja Miąsika (współtwórcy Electro Body, Fire Fight czy serii Schizm). Początkowy plan studia zakładał produkcję gier w oparciu o licencje filmowe, jednakże rozwój firmy i kolejne produkcje wchodzące w skład portfolio studia przyczyniły się do zmiany kierunku, tj. dostarczanie emocji i porywających historii. Debiut wydawcy na rynku został poprzedzony ogłoszeniem przez spółkę gry Dywizjon 303 – Bitwa o Anglię autorstwa poznańskiego Atomic Jelly. W trakcie imprezy Pixel Heaven 2017 zapowiedziano kolejne produkcje, tj. No Drugs i Lust for Darkness tworzony przez wewnętrzny zespół studia - Movie Games Lunarium, z siedzibą w Katowicach. Drugi z tytułów zapoczątkował wykorzystywanie platformy crowdfundingowej Kickstarter w celach marketingowych i umożliwienie potencjalnym odbiorcom współfinansowania produkcji. Pierwszym wydanym tytułem okazał się Project Remedium studia Atomic Jelly. Kluczowym akcjonariuszem wydawcy był PlayWay, posiadając w czerwcu 2017 r. 46% udziałów. Do końca 2017 r. wydawca planował wydać co najmniej dwie produkcje. W międzyczasie do Rady Nadzorczej dołączył Maciej Miąsik, który podjął się pracy nad swoim autorskim projektem znanym jako Beat Cop; wyrażono także przyszłe plany wejścia spółki na Giełdę Papierów Wartościowych. W procesie upublicznienia spółki na NewConnect, zarząd Movie Games ogłosił rozpoczęcie współpracy z Domem Maklerskim Navigator. 
Na początku 2018 r., studio ogłosiło zamiar wydania trzech produkcji – Plastic Rebellion (połączenie gatunków tower defense oraz FPS autorstwa nowego zespołu MG – 1Z Games), Don't be Afraid (survival horror od Broken Arrow Games) i Soulblight (połączenie RPG + roguelike z widokiem z góry od My Next Games) oraz potwierdzono zawarcie umowy na port Orbital Racer na Nintendo Switch, natomiast Aleksy Uchański został mianowany Prezesem Studia. W I kwartale 2018 r. miała miejsce premiera The Beast Inside, potwierdzono plany wejścia na giełdę NewConnect. Nastąpiły zmiany w strukturze firmy - do Zarządu MG dołączył Maciej Miąsik, stanowisko Prezesa Zarządu objął Mateusz Wcześniak, zaś Aleksy Uchański został Przewodniczącym Rady Nadzorczej i (nowego stanowiska) Head of Strategy. Firma przygotowywała się do IPO, zaś Mateusz Wcześniak był wówczas największym akcjonariuszem Spółki. Premiera gry Soulblight okazała się sukcesem, zapowiedziano premierę Lust for Darkness inspirowanej twórczością Lovecrafta, Beksińskiego i Kubricka. W kwietniu miała miejsce premiera we wczesnym dostępie gry 303 Squadron, w II kwartale - Plastic Rebellion od Movie Games 1Z, ogłoszono znaczne postępy w pracach nad Switchowym portem Orbital Racer. Nawiązano współpracę z francuskim wydawcą Plug-In-Digital, jej pierwszym owocem była premiera na zagranicznych rynkach 303 Squadron. Produkcje Movie Games zostały nominowane do szeregu nagród - w trakcie wydarzenia Digital Dragons 2018 w konkursie Indie Showcase znalazły się Lust for Darkness i The Beast Inside; do nagrody Pixel Awards 2018 r  nominację uzyskał ponadto 303 Squadron, natomiast The Beast Inside zostało uhonorowane tytułem Najlepszej Polskiej Gry Roku 2018 według redakcji serwisu Graczpospolita w trakcie wydarzenia Pixel Heaven. Podczas Poznań Game Arena zaprezentowano najnowsze produkcje wydawcy (m.in. Plane Mechanic Simulator, Treasure Hunter), zorganizowano spotkanie z twórcami gier, premierę miał escape room inspirowany The Beast Inside. Odbyło się spotkanie przedstawicieli Movie Games i Tencentu, gdzie wydawca zaprezentował swoją ofertę i omówił warunki ewentualnej współpracy.

Na czerwiec 2018 r., wydawca współpracował z 10 zespołami osadzonymi w województwach mazowieckim, świętokrzyskim, zachodniopomorskim, małopolskim i śląskim, zaś liczba gier będących w produkcji liczyła 10 tytułów. We wywiadzie dla portalu Graczpospolita.pl opublikowanym we czerwcu 2018 r. prezes firmy w odpowiedzi na opinie określające politykę firmy jako "małej kopii PlayWay", z racji na mnogość cech wspólnych, podkreślał: 
Movie Games stawia na pomysły, które mają szanse na bycie dostrzeżonym przez rynek i osiągnięcie sukcesu. Kolejnymi krokami są aspekty biznesowe przedsięwzięcia i dalszy rozwój projektu. Aktywne wsparcie młodych, początkujących zespołów, z możliwością nawiązania dalszej współpracy (z możliwością zachowania własnej tożsamości i swobody kreatywnej) i odciążając je ze konieczności zarządzania studiem od strony biznesowej. 
Pomimo powiązania własnościowego ze PlayWay, firma odcinała się od produkcji gier symulacyjnych jako głównego profilu działalności, zaznaczając dominację dwóch modeli biznesowych na rynku.
Nie przestawimy się na symulatory. Z odległej perspektywy można powiedzieć, że każdy na rynku kopiuje albo model PlayWay – dużo gier – albo model CD Projektu – jedna gra. Oczywiście, jest to rażące uproszczenie (choć często się z nim spotykam w rozmowach z inwestorami). Bardzo szanujemy model PlayWay i jego już tak wyraźnie widoczny sukces. Oczywiście czerpiemy z niego inspiracje i wzorce, ale mamy swoją strategię, odrębną, wyjątkową i ją chcemy wykonać. - Mateusz Wcześniak, ówczesny Prezes Spółki
Główne różnice między Movie Games, a PlayWay uwidaczniały się w podejściu do zewnętrznych zespołów produkcyjnych. Wedle słów rozmówcy:
My stawiamy raczej na zespoły wewnętrzne i budowanie długoterminowych relacji. Nie chcemy bardzo powiększać naszej struktury, nie chcemy też tworzyć galaktyki spółek zależnych. [...] Wybierając gry kierujemy się przede wszystkim ich oryginalnością i unikatowością. Gatunek jest kwestią drugorzędną, choć rzecz jasna, obserwujemy trendy rynkowe i staramy się omijać potencjalne mielizny. Choć może się wydawać, że horrorów mamy już na rynko dość dużo, nie oznacza, że nie zmieści się na tych kolejny, którego cechy pozwolą wyróżnić mu się z tłumu innych.
Zarząd GPW podjął uchwałę o wprowadzeniu MG S.A na NewConnect, zapowiedziano grę na bazie programu Discovery, Mythbusters: Pogromcy Mitów (Discovery Licensing Inc. angażowało się nie tylko w proces produkcji, ale i akcje marketingowe oraz promocyjne gry, w tym PR). Plany na 2019 r obejmowały The Beast Inside, Alaskan Truck Simulator, Plastic Rebellion, Car Wash Simulator, Plane Mechanic Simulator. 18 grudnia oficjalnie Movie Games zadebiutowało na NewConnect.
W 2018 roku z Rady Nadzorczej Movie Games odszedł Aleksy Uchański.
Movie Games nawiązało współpracę z nowo powstałym Hydra Games w Warszawie, produkcje Hydry miały dotykać problemów społecznych (wojna, uzależnienia, przemoc) i docelowo trafiać na komputery osobiste, oraz konsole stacjonarne. Zgodnie ze słowami Marty Szot - "W celu zapewnienia jakości produkcji będą wewnętrznie portowane na konsole", Hydra Games dokonała zakupu modułów od Movie Games. W 2019 Hydra planowała wydać 3 tytuły pod własnym szyldem. 
Maciej Miąsik, V-CEO i współzałożyciel Movie Games otrzymał nagrodę za Wieloletnie Wsparcie Gamedevu Akademickiego.
Mateusz Wcześniak stał się jedynym właścicielem pakietu większościowego akcji, współfinansował ją z podmiotami, które prowadził ze swoim wspólnikiem Przemysławem Krzemienieckim – partnerem kancelarii Zięba i partnerzy. Podmioty te - Fundusz Stabilnego Rozwoju i income Capital były związane wyłącznie z Movie Games. PlayWay było drugim, obok Mateusza Wcześniaka, największym akcjonariuszem Spółki związanym z firmą od momentu powstania Movie Games (sam Uchański i prezes PlayWay Krzysztof Kostowski prywatnie dobrze się znali), współpraca z PlayWay pozwoliła skrócić proces wypuszczenia tytułu na rynek (tzw. „time to market")  i pomimo faktu, że PlayWay jest głównym inwestorem finansowym, aktywnie wspierającym spółkę, Mateusz Wcześniak zaprzeczał, aby jego firma stosowała ten sam model biznesowy, deklarując tym samym niezależność i optymalizację kosztów produkcji.
Movie Games zainwestowało wówczas w Drago Entertainment, uzasadniając ten krok dużym potencjałem producenta i wsparcia go w tworzeniu własnych gier. American Truck Simulator oraz The Beast Inside były ważnymi produkcjami dla studia, nie tylko pod względem finansowym i jakościowym; miały być to wyjątkowe tytuły pry optymalnym budżecie, co w przypadku Drug Dealer Simulator było szczególnie istotne uwzględniając dynamiczny wzrost zainteresowania w liście życzeń na platformie Steam (tzw. wishlisty), jej zaawansowanego etapu produkcji i rozbudowanej zawartości gry.
Wydawca połączyło siły z gliwickim The Farm 51 przy promocji swoich tytułów, tj. Chernobylite i The Beast Inside. Działanie miało udowodnić, iż wzajemne wsparcie studiów developerskich jest możliwe i może przynieść bardzo dobre rezultaty. Wartość spółki na III kwartał 2019 r wynosiła 90 000 000 zł, w lipcu 2020 r - 261 172 000,00 zł.  
Na początku 2020 r Movie Games poinformowało o wypracowaniu w roku 2019 r przychodu netto w wysokości blisko 4,5 mln zł i zysku netto 837 tys. zł (o 58,24% więcej niż w 2018 r). Za przyczyny sukcesu wskazano The Beast Inside, Plane Mechanic Simulator, port Lust for Darkness na Nintendo Switch. Na 2020 r planowano wydać 10 gier; premiera pierwszej - Drug Dealer Simulator została zaplanowana na 16 kwietnia. Spółka stawiała na dalszy rozwój grupy kapitałowej i zintensyfikowanie działalności – w sierpniu podjęto decyzję o jej dywersyfikacji i powołanie (we współpracy z Drageus Games) spółki portingowej - MD Games sp. z.o.o.. Donosiło też o wynikach listy życzeń (tzw. wishiliście) na platformie Steam - na Lust from Beyond, Alaskan Truck Simulator, Car Wash Simulator i Drug Dealer Simulator zapisało się w sumie prawie 250 tys. użytkowników.
W I kwartale 2020 r wypracowało przychody o wartości prawie 820 tys. zł i zysk netto 131 tys. zł. Zawarto umowę z UF Games S.A. na port Drug Dealer Simulator na konsolę Nintendo Switch, zaś MD Games - na stacjonarne konsole Sony i Microsoftu. Podpisano w maju umowę na port gry na wersje VR (HTC VIVE, Oculus itp.) Drug Dealer Simulator z Punch Punk Games, miało to pozwolić zdywersyfikować źródła monetyzacji. Gra odnotowała zysk ze sprzedaży na poziomie ponad 1 mln $, stając się pierwszą produkcją Movie Games osiągającą ten próg (po odliczeniu marży Steam) i największym sukcesem w historii studia. Na wynik złożyło się obniżenie marży za opłaty licencyjne zastosowanego silnika Unreal Engine przez Epic Games, i w konsekwencji większy zarobek na każdym sprzedanym egzemplarzu gry. Poinformowano o ostatnim etapie prac nad Lust from Beyond, bardzo zaawansowanym stopniu ukończenia Alaskan Truck Simulator, co w szacunkach wydawcy opartych na liczbie osób na Listach Życzeń Steam, mogła okazać się dużym sukcesem.
W czerwcu 2020 r. wydawca zapowiedział ER Pandemic Simulator, gdzie gracz wcielał się w lekarza SOR, diagnozując dolegliwości i ratując życie pacjentom w obliczu światowej pandemii COVID-19. 10% z zysków ze sprzedaży miało zostać przekazane na rzecz walki z koronawirusem. Tytuł miał oddać ciężką pracę lekarzy i pielęgniarek, tym samym twórcy chcieli oddać hołd personelowi i realnie wesprzeć w walce. Ogłoszona została data premiery Lust from Beyond – ma się ukazać 24 września 2020 r, poza zapowiedzią nowego zwiastunu, wskazano liczbę oczekujących na tzw. liście życzeń platformy Steam tj. 118 tys. użytkowników, zaś 3 tys. wsparło finansowo na Kickstarterze. W sierpniu, Movie Games nabyło akcje Iron VR, z którą podpisało umowę o nawiązanie współpracy. Wydawca dołączył do akcjonariatu spółki Iron VR (która miała być odpowiedzialna za porting gier Movie Games na VR). Dnia 23 września akcjonariat spółki zadecydował o przeniesieniu notowań z giełdy NewConnect na Giełdę Papierów Wartościowych. Kapitał wydawcy wynosił ok. 330 mln zł.
Movie Games kontynuowało współpracę z HumBle Store – po udanej promocji gry Treasure Hunter Simulator we wrześniowym Humble Bundle, podpisało umowę na tzw. „featuring” (prezentację) The Beast Inside w Humble Choice. Dzięki tej współpracy w IV kwartale br. uzyskało ponad 210 tys. USD przychodu dodatkowego ponadto z każdego sprzedanego klucza Steam otrzymywało większy procent niż inni wydawcy.
Movie Games poinformowało o pierwszym sukcesie spółki portingowej MD Games – koszty produkcji zwróciły się w zaledwie 72h. Radosław Mrowiński, prezes MD Games ,ocenił go jako „duży sukces” dla spółki. W momencie debiutu pojawił się na 1 miejscu zakładki „Recent releases” w Nintendo eShop pośród gier płatnych. Dwa-trzy dni później nadal znajdował się w TOP3.
Movie Games został globalnym wydawcą gry Field Hospital (później War Hospital) studia Brave Lamb Studio, wchodząc w całkowicie nowy segment gier indie premium, tj. gier niezależnych o wysokim budżecie - wydawca miał wesprzeć zespół Field Hospital świadczeniami w zakresie FQZ (Testy Funkcjonalne) i CQA (Testy zgodności) i udostępnić niezbędne zasoby.
Movie Games wypracował w I-III kwartałach 2020 r ponad 9,9 mln zł przychodów (wyniki o 180,8% wyższy od analogicznego okresu 2019 r) i zysk netto o prawie 6 mln zł (o 538,6% w porównaniu do 2019 r.). Przyczyną sukcesu stała się premiera Drug Dealer Simulator, którą nabyło już prawie 200 tys. użytkowników Steam. 3 listopada nabyło 31% akcji w Brave Lamb Studio. W skład Grupy Kapitałowej MG wchodziło 9 podmiotów. 
Budżet produkcji Movie Games oscylował w granicach 150–500 tys. zł. Zyski osiągnięte ze sprzedaży gry Drug Dealer Simulator pozwalały, zdaniem Mateusza Wcześniaka, na sfinansowanie 30 produkcji (w maju 2020 r zyski przekroczyły 1 mln USD). Kapitalizacja spółki wynosiła ok. 290 mln zł. 
Movie Games zapowiedziało mobilną wersję Drug Dealer Simulator na systemy Android i iOS za które odpowiadało Movie Games Mobile.   
W lutym 2021 r. podpisano list intencyjny z Platige Image (twórcą przerywników filmowych do Wiedźmina, Metro: Exodus, producent serialu Wiedźmin dla platformy Netflix) o współpracy i powołaniu podmiotu Image Games (podział własności: 50-50) mającego odpowiadać za produkcję trzech gier klasy AA "spełniających wizualne i narracyjne standardy jakości Platige Image". Wśród motywów znajdujących się w kręgu zainteresowania studia była tematyka gangsterska. Zapowiedź wejścia Platige Image na rynek produkcji gier była wyrażona w styczniu, kiedy przedstawiło strategię na lata 2021-2025 r - kurs akcji wzrósł o ok. 4 zł. Rolą Movie Games było pozyskanie środków na rozwój podmiotu i wydanie gier, rola Platige Image - grafika i fabuła, nie wskazano, kto miał się zająć właściwą produkcją. Z uwagi na określony czas trwania listu, oba podmioty miały ustalić dalsze negocjacje nt. szczegółowych warunków współpracy. Dwa miesiące później, potwierdzono tematykę tworzonych produkcji, każda z nich miała zostać osadzona w innym okresie historycznym. Dla celów spółki, Platige Image pozyskało 6 mln zł ze sprzedaży akcji.  
W maju 2021 roku do firmy dołączył w roli konsultanta (później – członek Rady Nadzorczej Movie Games) David Jaffe, twórca serii Twisted Metal i God of War. Decyzję argumentował docenianiem kierunku Movie Games i kreatywności tytułów w portfolio wydawcy. Projekt nad którym pracował miał być "gangsterskim RPG" współtworzonym wraz z Platige Image i Anshar Games.Projekt o roboczym tytule Rookie doczekał się środków na realizację po sprzedaży akcji w październiku 2020 r. David Jaffe miał prowadzić segment Movie Games podczas czerwcowych targów E3. Planowano połączenie z polskim Evor Studios, czego pierwszym sygnałem było podpisanie listu intencyjnego przez oba podmioty; założyciel Movie Games, Mateusz Wcześniak rozważał podobne działania z podmiotami zagranicznymi . W tym samym miesiącu, wydawca nawiązał współpracę ze Star Drifters odpowiedzialnym za produkcję symulatora zarządzania browarem rzemieślniczym Brewpub Simulator.   
Firma była przedmiotem spekulacji mediów, co do wchłonięcia warszawskiego CherryPick Games po podpisaniu listu intencyjnego o współpracy we wrześniu. Było to argumentowane kulisami Cherrypick Games i problematyczną współpracą z fińskim KuuHuub, twórcami gry mobilnej My Hospital, od której przejęło dalsze wsparcie. Niewypłacalność partnera biznesowego negatywnie wpłynęła na studio. Movie Games nie wykluczało możliwości połączenia Cherrypick z jedną z posiadanych spółek. Ostatecznie, choć donoszono o nabyciu 68,101% akcji firmy, porozumienie nie doszło do skutku.
W styczniu 2022 roku firma nabyła wskrzeszone Detalion Games. Wydawca nabył prawa wydawnicze do Beyond Sunset autorstwa amerykańskiego Vaporwave i złożyło prospekt do Komisji Nadzoru Finansowego, celem dopuszczenia i wprowadzenia do obrotu akcji na rynku Giełdy Papierów Wartościowych. Mateusz Wcześniak zrezygnował w czerwcu z zasiadania w radach nadzorczych spółek Road Studio, Movie Games VR oraz True Games Syndicate. Studio pracuje od listopada nad horrorem dla dorosłych opartym na silniku Unreal Engine 5 docelowo dostępnym na konsole Xbox Series S/X i Playstation 5, oraz PC. Rolę dyrektora kreatywnego lub inną obejmuje David Jaffe.  
W listopadzie 2022 roku wydawca popadł w konflikt z firmą-córką, Road Studio (twórcami Alaskan Truck Simulator). Strona zarzuciła brak wsparcia marketingowego tytułu, na co wydawca tłumaczył brakiem finalnej wersji produkcji. Ponadto Road Studio uzyskało wsparcie finansowe z nieznanego źródła, ku niewiedzy Movie Games, którego członkowie znajdowali się w Radzie Nadzorczej. Część członków oficjalnie zrezygnowało ze stanowiska, przyczyny doszukiwano się w nowelizacji Kodeksu spółek handlowych i zwiększonej roli działań sprawozdawczych z nadzoru spółki sankcjonowanych odpowiedzialnością karną. Wydawca sprzedał akcje Drago Entertainment, zastrzegając możliwość dalszej współpracy, i Road Games po warunkowej, niższej cenie, celem dofinansowania produkcji studia, manewr ten był oceniany negatywnie przez prezesa Movie Games. Sam wydawca zaczął być notowany na Giełdzie Papierów Wartościowych od 18 stycznia 2023 r.
W styczniu 2023 roku akcje Movie Games zostały wystawione na sprzedaż przez PlayWay (największego akcjonariusza spółki). Ten sam krok uczyniło Movie Games wobec Brave Lamb Studio, wyceniając ją na ok. 60 mln zł, lecz zakończył się on fiaskiem (kupcy wycenili akcje na łącznie 4,5 mln złotych).

## Strategia
Movie Games jako spółka zmierzała do oparcia swojej działalności na trzech filarach:
1. gry „story driven” – gry z naciskiem na fabułę, z głównym nastawieniem na szeroko rozumiane horrory;
2. współpraca z partnerami zewnętrznymi (takimi jak Discovery);
3. produkcja symulatorów[22].

Pozwalało to tworzyć równolegle produkty o długim cyklu życia (tzw. franczyzy) z nastawieniem na ich potencjalne kontynuacje, wydawanie na nowe platformy czy penetrację nowych rynków sprzedaży fizycznej. Spółka dążyła do bycia rozpoznawalną poprzez zwrot kosztów produkcji swych tytułów w 24h od swojej premiery, i odpowiadać zapotrzebowaniu przy jednoczesnym optymalizowaniu budżetu (najdroższe gry z portfolio firmy kosztowały ok. 1,5 mln zł; zazwyczaj poziom ten liczony był w pojedynczych setkach tysięcy). Prowadzenie zbiórek na Kickstarterze, z kolei, uzasadniany był 2 celami: 
1. promocją gier na rynek amerykański;
2. stanowiło ono formę narzędzia do testowania i wprowadzenia gry na rynek, rozwijając ją poprzez zaangażowanie społeczności.

Narzędzie nie było traktowane jako walka o powstanie gry, gdyż często zebrana kwota w 30-40% finansowała grę. Pozwalało ono doinwestować inne aspekty, np. marketing. American Truck Simulator oraz The Beast Inside były ważnymi produkcjami dla studia, nie tylko pod względem finansowym i jakościowym; miały być to wyjątkowe tytuły przy optymalnym budżecie, co w przypadku Drug Dealer Simulator było szczególnie istotne uwzględniając dynamiczny wzrost zainteresowania w liście życzeń na platformie Steam (tzw. wishlisty), jej zaawansowanego etapu produkcji i rozbudowanej zawartości gry. 
Kolejny element strategii firmy to koncentracja na reedycji franczyz, co wyrażane było poprzez podnoszenie sobie poprzeczki i zastosowanie strategii małych kroków, np. 2-3 krotnym wzrostem budżetu skutkującym powiększeniem wzrostem zespołu (10-krotny wzrost jest przeważnie nie produktywny i, zdaniem M. Wcześniaka, kończy się tzw. „paleniem pieniędzy”). Docelowo w 2019 r spółka chciała wydać 10 gier; w planach zaś było posiadanie w portfolio tyle tytułów stanowiących franczyzy, co umożliwiłoby wydawanie kontynuacji czy dodatków co roku; i ewentualnie, finansować nowe projekty.
Kierunek wydawcy na horrory uległ zmianie z uwagi na spowolniony zwrot inwestycji – koszty produkcji The Beast Inside zwróciły się po ponad 8 miesiącach od premiery, lecz w opinii M. Wcześniaka nie okazał się porażką.

## Spółki zależne

### MD Games
Movie Games podpisało list intencyjny z Drageus Games – zgodnie z nim powołana została nowa spółka MD Games, odpowiadająca za portowanie gier wyprodukowanych przez Movie Games na konsole Nintendo Switch, Playstation 4 i Xbox One; a także realizowanie usług dla podmiotów zewnętrznych. W trakcie zawierania umowy, portowane były VSR: Void Space Racing (TOP 20 globalnej sprzedaży tytułów na Switcha) oraz Lust for Darkness. Strategia ta "miała zapewnić najwyższą jakość portów” zdaniem Mateusza Wcześniaka. Pierwsza gra MD Games, która doczekała się premiery to Plane Mechanic Simulator (najlepiej sprzedająca się gra I kwartału 2019 r). Wydawca zapowiedział poszerzenie portfolio gier o konsole.
MD Games rozszerzyło współpracę z Running with Scissors, na mocy której studio miało przeportować grę Postal Redux na konsole Sony i Microsoftu. Jak relacjonował prezes MD Games, Radosław Mrowiński, Running with Scissors nie chciało zlecać  kilku portów jednocześnie, w miarę postępów prac nad portem na Nintendo Switch przekonali się do zlecenia portów na PS4 i XONE. Koszty portu na Nintendo Switch zwróciły się w 72h od premiery. 

### Mill Games
Movie Games i Grupa INC podpisały list intencyjny, gdzie wyrazili wspólny zamiar wsparcia rumuńskiego rynku producentów gier poprzez utworzenie platformy gamingowej do konsolidacji rynku.Nowo powołana spółka z równymi udziałami partnerów, miała przybrać charakter ASI (Alternatywnej Spółki Inwestycyjnej) i być odpowiedzią na oczekiwania rumuńskich inwestorów chętnych w inwestowanie w podmioty z nowej ekonomii. Miała ona wesprzeć finansowo i merytorycznie lokalne, niezależne studia gier, wypromować na rumuńskim rynku i wyselekcjonować liderów. Za zalety stawiano mniejszą konkurencję w pozyskiwaniu zdolnych zespołów i możliwość tańszego produkowania gier. Udział wydawcy w tej strategii polegała na udzieleniu pomocy GINC przy optymalnej ofercie na lokalny rynek gamingu. Te studia, które przystały na współpracę ze spółką mogły liczyć na wsparcie merytoryczne przy budżetowaniu i realizacji projektów, zarówno wydawnicze i marketingowe. W planach rozważana była ekspansja na inne rynki Europy Środkowo-Wschodniej. Zawarto umowę z True Games i Movie Games Mobile, którzy mieli wesprzeć skore do współpracy rumuńskie studia
Movie Games i Grupa INC uruchomiły spółkę joint-venture – Mill Games, miała ona pełnić rolę akceleratora rozwoju dla niezależnych studiów developerskich z Rumunii, dostarczając im know-how, relacje biznesowe o międzynarodowym charakterze i finansowanie niezbędne do produkcji gier (do wysokości nawet do 1 mln dolarów). Na wsparcie mogły liczyć małe zespoły dysponujące wyłącznie koncepcją gry, jak i doświadczone studia w bardzo zaawansowanej fazie prac nad swoją produkcją.  Inwestycja miała być kierowana zarówno w poszczególne tytuły, jak i w niezależne studia bezpośrednio, wsparcie w zakresie rozwoju działalności (w tym prawne), pomoc w identyfikację nowych projektów. W tym przedsięwzięciu, Movie Games pełniło rolę wydawcy wspieranych przez Mill Games studiów. W ciągu 2 lat takie wsparcie miało uzyskać 10 rumuńskich studiów, jednakże liczba firm i fundusze uległaby zwiększeniu. Grupa INC chciała wspomóc w przygotowaniach firm do debiutu na giełdzie w Bukareszcie lub Warszawie. Na chwilę powstawania spółki, na Giełdzie Papierów Wartościowych w Bukareszcie nie było notowane żadne studio, a sektor IT&C jest niewystarczająco reprezentowany na rumuńskim rynku kapitałowym. Wśród pierwszych projektów wspartych przez studio należał Fearland autorstwa HeadBite Games z datą premiery planowaną na II kwartał 2022 r.  

### RL9sport Games S.A.
Robert Lewandowski nawiązało współpracę z Movie Games poprzez podpisanie umowy inwestycyjnej. Na jej mocy stał się on udziałowcem nowo powołanej spółki zajmującej się grami o tematyce sportowej – poza wsparciem inwestycyjnym, piłkarz udzielał swojego wizerunku i pomagać merytorycznie, starając się nadać realności w produkowanych grach sportowych. 
Wszystkie najpopularniejsze gry piłkarskie skupiają się na tych kluczowych 90 minutach, my chcemy przedstawić pozostałe 22 i pół godziny oczekiwania na to wydarzenie. Takich gier, luźno inspirowanych formą popularnych seriali dokumentalnych o zespołach piłkarskich i nie tylko pokazujących historie zza kulis jeszcze nikt nie robił - Filip Szklarzewski, współzałożyciel i prezes 9R Games.
Oficjalnie, 15 grudnia 2020 r Robert Lewandowski został współwłaścicielem 20% akcji RL9sport Games S.A. wraz z Rafałem Cymermanem (autorem Liga Polska Manager 95, posiadaczem 30% akcji) i PlayWay (50%). Zapowiedziano Football Coach the Game 2022 i w swoich założeniach miał konkurować z serią Football Manager. Podział ról był następujący – piłkarz był odpowiedzialny za konsulting, Rafał Cymerman za cały proces twórczy i PlayWay za marketing i sprzedaż. Grę miał cechować realizm i ukierunkowanie na tryb multiplayer, gdzie gracze tworzyliby własne drużyny, rozwijali, trenowali i rywalizowali w czasie rzeczywistym rozgrywając mecze w ściśle określonych terminach. Twórcy zachęcali graczy do zgłaszania swoich pomysłów na mechaniki w grze. Z końcem maja 2023 r. Krzysztof Kostowski obwieścił porażkę tytułu w dotarciu do szerszego potencjalnego grona odbiorców - zwiastun zgromadził 68 tys. wyświetleń w serwisie YouTube, na portalu Instagram profil śledziło 1,5  tys. obserwujących. Projekt zatrzymał się w fazie wstępnej, ze stanowiska Prezesa (w jednoosobowym Zarządzie) odszedł Rafał Cymerman, natomiast PlayWay zdecydował odpisać z udzielonych spółce pożyczek z odsetkami 328,7 tys. zł - nieoficjalnie kończąc działalność studia.     

### Road Studio
Movie Games założyło studio w czerwcu 2020 r. Profilem stała się produkcja gier o tematyce motoryzacyjnej, połączonej z motywem podróży i zwiedzania świata. Przejęło pieczę nad projektami gier Alaskan Truck Simulator i American Motorcycle Simulator od Movie Games. Akcjonariusze określili dwa nadrzędne cele – produkowanie wysokiej jakości gier i nudowa wartości. Wydawcą pozostał Movie Games posiadający 97% akcji. W zamian za pokrycie kosztów produkcji Alaskan Truck Simulator, miało uzyskać "znaczący udział w przychodach", natomiast w przypadku American Motorcycle Simulator - sprzedać IP (własność intelektualną) powstałej firmie. Prezesem został Maciej Nowak (posiadacz 3% akcji), przewodniczącym Rady Nadzorczej został Mateusz Wcześniak. W perspektywie kilkunastu miesięcy myślano o wejściu na Główny Rynek GPW, do tego czasu mogła się pojawić nowa gra celem budowania bazy przychodów. Ponadto w planach było rozpoczęcie wstępnych prac nad 6 tytułami w kreowanym w oparciu o tworzone gry uniwersum. Zespół wspierał Michał Baryła – ten pełni stanowisko Wiceprzewodniczącego Rady Nadzorczej. Poinformowano w lutym 2021 r o współpracy z Adamem Małyszem, którego rolą był konsulting przy grze rajdowej. Prezes studia, Maciej Nowak zakładał sprzedaż tworzonego Alaskan Truck Simulator na poziomie 1 mln egzemplarzy przy cenie pudełkowej 80-90 zł, wyróżniając tytuł pośród swych bezpośrednich konkurentów, tj. SnowRunner i Euro Truck Simulator 2. Road Studio miało zadebiutować na rynku NewConnect najpóźniej do końca I półrocza 2021 r. Maciej Nowak chciał pozyskać finansowanie zewnętrzne w wysokości 2-3 mln zł celem przeznaczenia na finalizację dwóch flagowych tytułów i rozpoczęcie prac nad nowymi. Ostatecznie, cel 2 mln zł został osiągnięty.  Aby wykorzystać potencjał gier podróżniczo-motoryzacyjnej miał powstać nowy zespół, który pozwoliłby Road Studio tworzyć 3-4 gry rocznie. Debiut na giełdzie NewConnect liczącego ponad 40 osób studia miał miejsce 11 stycznia 2022 r. i okazał się fiaskiem - cena akcji z 50 zł spadła do 40 zł. W czerwcu 2022 r Mateusz Wcześniak zrezygnował z członka Rady Nadzorczej. Studio zawarło list intencyjny z zagranicznym podmiotem i uzgodnili warunki umowy (tzw. term sheet). dot. emisji obligacji zamiennych na akcje oraz warrantów subskrypcyjnych w październiku 2022 r. Za wypłacone środki pieniężne w kwocie do 10 mln zł miał inwestor objąć bezkuponowe obligacje zamienne na akcje i uprawnienia do objęcia spółki akcji za cenę emisyjną wynoszącą 95% najniższego dziennego kursu z ostatnich 15 dni sesyjnych poprzedzających dzień oświadczenia o zamianę obligacji na akcje. Wypłata transz miała następować pod warunkiem,  że kurs zamknięcia akcji będzie kształtować się powyżej 200% wartości przez min. 10 dni sesyjnych poprzedzających złożenie wniosku o wypłatę nowej transzy. Zagraniczny inwestor miał w okresie 5 lat od podpisania dokumentu umowy uzyskać ofertę warrantów subskrypcyjnych do objęcia akcji. List intencyjny podpisano na 12 miesięcy.W listopadzie Maciej Nowak odszedł ze stanowiska Prezesa.  Planowana na 7 grudnia premiera Alaskan Truck Simulator nie odbyła się. Powodem był rzekomy brak informacji ze strony wydawcy o strategii marketingowej względem tytułu, a w zapisach umowy producent był zobowiązany zaakceptować plany przed wypuszczeniem produkcji na rynek. Gra miała być już praktycznie ukończona. Ustalenie nowego terminu było zależne od dopełnienia obowiązków ze strony wydawcy. Zawarto tzw. term sheet z brytyjskim Green Man Gaming Publishing o współpracy wydawniczej, gdzie GMG miało dofinansować projekt Alaskan Truck Simulator kwotą 1 075 000 euro na produkcję i marketing. W styczniu 2023 r uległa przekształceniu na rzecz umowy, gdzie poza dalszymi deklaracjami o współpracy, podmioty miały wydać wspólnymi siłami co najmniej dwa dodatki do gry. Do obowiązków Road Studio i Movie Games należały konsultacje i wsparcie działań marketingowych.

### Pixel Crow
W maju 2018 r założone przez Macieja Miąsika studio miało współpracować z Ministerstwem Kultury i Dziedzictwa Narodowego oraz Movie Games przy tworzeniu gry Total Alarm stanowiącą mieszankę gry przygodowej i zarządzania zasobami utrzymaną w stylistyce retrofuturystycznej w różnych systemach gwiezdnych.
Maciej Miąsik przy wsparciu Movie Games, Łukasza Pisarka i Damiana Gasińskiego, otworzyli nowe studio Pixel Crow (Movie Games posiadało 61% udziałów). Zapowiedziano American Motorcycle Simulator (2021 r) oraz kampanię cross-promocyjną z Alaskan Truck Simulator (III kwartał 2020 r).
Poza zapowiedzią wejścia na giełdę NewConnect (w lutym 2020 r), Pixel Crow zapowiedziało (w październiku) Terror Endless Night – miała stanowić unikalną mieszankę strategii turowej i survival horroru, gdzie gracz wcielał się w kapitana zarządzającego statkiem w pułapce lodowej, nawiązywać do prawdziwych wydarzeń z 1845 r. Gra została sprzedana krakowskiemu studiu Feardemic bez medialnego rozgłosu, wprowadzając w błąd konsumentów o rzekomym udziale Pixel Crow w produkcję. Premiera miała nastąpić w 2021 r. Damian Gasiński, przyszły prezes Pixel Crow, poinformował o pracach nad Total Alarm, grą fabularną z rozgrywką opartą na zarządzaniu zasobami na platformy PC i konsole osadzoną w futurystycznym systemie komunistycznym w kosmosie osadzonym. Maciej Miąsik był Szefem Studia, Z czerwcem 2021 r Pixel Crow uzgodnił i zatwierdził plan przejścia na rynek NewConnect łącząc się ze spółką Pixel Crow Games (dawnej Patent Fund). Wartość studia została wyceniona na kwotę 20 218 743,35 zł. Trwały prace nad Fire Commander, Total Alarm i niezapowiedzianym wówczas tytułem o roboczej nazwie Food Truck Empire. W pierwszej kolejności, zapowiedziano wydanie Fire Commandera w 2022 r.. Nad produkcją pracował 9-osobowy zespół Atomic Wolf. Projekt Total Alarm został przez Damiana Gasińskiego określony mianem "PRL w kosmosie - komunistycznej dystopii". We wrześniu 2022 r uchwałą Zarządu zmieniono adres siedziby firmy na ul. Wernyhory 29A, 02-727 Warszawa. 5 kwietnia 2023 r ogłoszono plan strategiczny, w jego wyniku Movie Games pozbyło się większości akcji studia (zachowując 12,5%) sprzedając podmiot firmie Second Chamber. Na giełdzie NewConnect nowy właściciel miał zastąpić notowania Pixel Crow Games. Maciej Miąsik i Damian Gasiński sprzedali swoje akcje nowemu kierownictwu firmy. Podjęta decyzja poskutkowała wzrostem kursu akcji Pixel Crow o 78%, a następnego dnia o następne 46% ciesząc się najwyższym kursem od stycznia 2022 r. Na mocy zawartej umowy inwestycyjnej z trzema osobami fizycznymi, inwestorzy mieli uzyskać 60% kapitału zakładowego Pixel Crow Games. Głównym projektem realizowanym przez nich było wyprodukowanie gry. Na firmę przeniesiono prawa majątkowe do produkcji Project Aurora, Project Blizzard, Project Cyclone.

### Movie Games Mobile
Firma znana pierwotnie jako Spalion Investments S.A., została założona 7 listopada 2017 r; zaś 1 września 2020 r akcje spółki zostały sprzedane Movie Games S.A. (92%). i Kamilowi Gaworeckiemu (8%) na mocy umowy z Vistra Shelf Companies. Decyzją nowego właściciela nastąpiła wówczas zmiana profilu produkcji - odtąd jako Movie Games Mobile miało zajmować się produkcją i portingiem gier na systemy iOS i Android. Po zmianie branży, podpisało umowę z Movie Games na przeportowanie gry Drug Dealer Simulator na platformy mobilne. Podobną umowę zawarła z Road Studio S.A. (na Alaskan Truck Simulator i American Motorcycle Simulator); True Games S.A. (Gangster Simulator). Miesiąc później, firmie udało się pozyskać 2,5 mln zł z emisji 13 tys. akcji serii B z przeznaczeniem na sfinansowanie prac nad portami. Wedle słów prezesa spółki, Kamila Gaworeckiego
"Fakt sprzedania pełnej puli oferowanych akcji był czymś, czego się spodziewaliśmy. [...]  Jest natomiast dla nas bardzo pozytywnym zaskoczeniem tak szybkie zapełnienie księgi popytu. Zapisy pierwotnie miały trwać do 10 grudnia, a chętnych na zakup wszystkich akcji mieliśmy już pod koniec listopada" 
W styczniu 2021 r Movie Games Mobile i telemedyczna firma Infoscan zapowiedziały zamiar połączenia poprzez nabycie akcji Infoscan przez Movie Games Mobile, co miało przyczynić się do dołączenia firmy do spółek notowanych na NewConncect; zaś akcjonariusze Infoscanu - współwłaścicielami spółki z segmentu gier mobilnych. Warunkiem fuzji było m.in. spłacenie zobowiązań przez Infoscan, uzyskanie stosownych zgód korporacyjnych i zakończenie umowy inwestycyjnej z funduszem European High Growth Opportunities Securization Fund. Zakładane działania, zdaniem prezesa Infoscanu, Piotra Sobisia miały odbudować wartość spółki. Infoscan funkcjonuje od 2007 r i rozwija urządzenie zdalnie diagnozujące zaburzenia oddychania podczas snu i urządzenia z dziedziny telemedycyny. Miesiąc później, na mocy porozumienia prezes firmy Movie Games Mobile, Kamila Gaworeckiego i akcjonariusz Infoscan zapowiedział objęcie do 300 tys. nowych akcji w spółce, jeżeli ta przedstawi plan połączenia z MGM. Zawarto współpracę z Drago entertainment (w kwietniu) na portowanie gier z portfolio partnera, określając m.in. zasady tworzenia portów, rolę Movie Games Mobile jako wydawcy oraz warunki współpracy i podziału zysków ze sprzedaży; oraz MobilWay (w sierpniu) , gdzie studio miało wesprzeć finansowo prace nad mobilnymi wersjami Mr Preppera i Builders of Egypt. W październiku 2021 r uległy bezterminowemu zawieszeniu z uwagi na zaawansowany etap negocjacji Movie Games Mobile i spółkę dominującą z innymi podmiotami.. 
Movie Games Mobile  rozpoczęło emisję własnych akcji o łącznej wartości do 2,6 mln zł - środki z nich pozyskane miały pozwolić studiu sfinansować prace nad portami Drug Dealer Simulator, Alaskan Truck Simulator, American Motorcycle Simulator. i przeprowadzić działania marketingowe. Prezes spółki, Kamil Gaworecki snuł plany o potencjalnym rozwoju własnego IP, bądź zakupu projektu z rynku.

### True Games
Movie Games założyło nowe studio w maju 2020 r – True Games (obejmując 85% akcji), której współinwestorami byli (posiadacze 15% akcji) raperzy Wojciech „Sokół” Sosnowski” i Michał „Małolat” Kapliński (szef studia). Przedmiotem tworzonych produkcji z gatunku symulatorów miała stać się szeroko pojęta tematyka uliczna.
True Games zapowiedziało Gangster Simulator we wrześniu 2020 r, z datą premiery planowaną na 2021 r.
Do Rady Nadzorczej K&K Herbal dołączył Wojciech Sosnowski, co miało odzwierciedlać obecny akcjonariat True Games. Spółka miała zmienić przedmiot działalności na produkcję gier komputerowych i ulec przemianowaniu na True Games Syndicate podczas walnego zgromadzenia akcjonariuszy 15 lutego 2021 r. Na dalszym etapie zakładano połączenie spółek K&K Herbal z True Games i wprowadzenie True Games w przyspieszonym trybie na rynek NewConnect jako True Games Syndicate. Nazwa, zdaniem Mateusza Wcześniaka, "wpisuje się w strategie poszerzenia obszaru działalności poprzez zrzeszanie gier dotyczących tematyki ulicznej produkcji studiów zewnętrznych zarówno z Polski jak i zagranicy". K&K Herbal zmieniło nazwę na True Games Syndicate S.A decyzją Nadzwyczajnego Walnego Zgromadzenia Akcjonariuszy Spółki, tłumaczony zamiarem zmiany profilu działalności z dystrybucji suplementów diety, wyrobów medycznych i kosmetyków na produkcję gier, nastąpiła zmiana siedziby. Z czasem spółka uległa połączeniu ze spółką True Games, bliskiej wprowadzenia na NewConnect Spółka zapowiedziała kilka projektów, z czego jeden miał być finansowany poprzez crowdfunding na blockchainowej platformie Raisemana (trzeci tytuł finansowany z pomocą tej platformy na rok 2021 r), zwiastun towarzyszący rozpoczętej kampanii był w rzeczywistości serią zdjęć rodem pochodzących z istniejących klubów nocnych i anonimowe komentarze budziły kontrowersje. Finalnie, za stworzenie gry Nightclub Manager nie było odpowiedzialne True Games Syndicate, a Flint Arts. Firma wstrzymała produkcję z uwagi na zaległości w płatnościach od sugerowanych twórców. Ze stanowiska Prezesa True Games Syndicate zrezygnował również Szymon Westfal po 10 miesiącach sprawowania funkcji, tłumacząc sprawami osobistymi i zdrowotnymi.

### Detalion Games
Pierwsza zapowiedź Schizm 3:Nemesis/Nemezis pojawiła się w grudniu 2018 r: Po złożeniu wniosku do Giełdy Papierów Wartościowych (w październiku), debiut na giełdzie miał się odbyć 29 grudnia 2020 r. Studio Rolanda Pantoły stworzyło kontynuację popularnej serii gier przygodowych Schizm, Nemezis: Mysterius Journey. Gra zebrała pozytywne recenzje, lecz przeszła bez echa. Roland Pantoła sprzedał akcje, Aleksandra "Krupik" Cwalina odeszła ze stanowiska prezesa. Mateusz Wcześniak zadeklarował chęć kupna ok. 33% akcji Detalionu, który w rodzinie Movie Games skupiłby się "na produkcji własnych gier z segmentu indie oraz indie premium (…) oraz tworzeniu na zasadzie wyłączności portów gier komputerowych z portfolio wszystkich spółek z grupy kapitałowej Movie Games”. Dzięki przychodom z konwersji, firma miała finansować autorskie projekty. Tym samym, Detalion miał zastąpić w tej roli MD Games, którego "formuła się wyczerpała". W kwietniu PlayWay (firma-matka Detalionu) zobowiązało się do sprzedaży akcji.

### Movie Games VR
Studio powstało po przekształceniu spółki IPO Doradztwo Kapitałowe w sierpniu 2021 r. W październiku 2021 r spółka zawarła umowę ramową z Drago entertainment ws. ścisłej współpracy z przedmiocie portowania gier na platformy VR ze wskazaniem na rolę Drago w wydaniu i marketingu. W międzyczasie, Movie Games pozyskało dodatkowe akcje Movie Games VR, zwiększając kapitał zakładowy do 41,79%, i pozbywając się posiadanych akcji Iron VR. Decyzja została podyktowana chęcią skoncentrowania produkcji gier na platformy wirtualnej rzeczywistości w posiadanej spółce. Spółka posiadała pierwszeństwo w kwestii wyboru podmiotu do przeniesienia tytułów Movie Games na platformy VR. 4 października umowy zawarło z True Games i Road Studio. Prezes Movie Games VR był Kamil Mańko. Dwa miesiące później, poinformowano o rozpoczęciu prac nad roboczo zatytułowanym projektem gry logiczno-zręcznościowej Fix My Spacecar osadzonej w realiach soft science-fiction z zakładaną datą premiery do końca 2022 r.  Majem 2022 r spółka wyraziła plany wyemitowania akcji celem pozyskania 1,5 mln zł, pierwsze przychody ze sprzedaży tworzonych produkcji nabywcy określano na II - IV kwartał 2023 r..

### Brave Lamb
W trakcie prac znajdowały się gry - Field Hospital (później War Hospital) i Enemy of the State. Studio rozpoczęło w listopadzie 2020 r oferować akcje celem pozyskania 1,5 - 3 mln zł. Ostatecznie, w styczniu podano do wiadomości uzyskanie 1,2 mln zł, które miały sfinansować produkcję Field Hospital. Premiera gry zaplanowana na IV kwartał 2022 r, w szacunkach twórców sprzedaż ma wynieść kilkaset tysięcy sztuk w ciągu 2 lat od premiery. Wycena Brave Lamb wyniosłą 55 mln zł, zaś skład zespołu wynosił 17 osób.

## Wydane gry
| Tytuł                                                   | Rok wydania                  | Producent                                              | Platforma                                                                                          | Uwagi |
| ------------------------------------------------------- | ---------------------------- | ------------------------------------------------------ | -------------------------------------------------------------------------------------------------- | --- |
| Project Remedium                                        | 2017                         | Atomic Jelly                                           | Microsoft Windows                                                                                  | Pierwotna data premiery była zaplanowana na wrzesień-październik 2016 r. Premiera pod koniec sierpnia 2017 r. Pierwszy tytuł oficjalnie wydany przez Movie Games, co zostało zauważone przez byłego wicepremiera Janusza Piechocińskiego. |
| Orbital Racer                                           | 2017                         | Paweł Dywelski                                         | Microsoft Windows                                                                                  | Gra została osadzona w XXV w. i stanowiła połączenie jednoosobowych wyścigów i symulatora kosmicznego. Przewidziano dwa tryby rozgrywki - symulatora i akcji (zręcznościowy), 24 trasy w 8 lokalizacjach Układu Słonecznego, możliwość personalizacji statków. W pierwotnych założeniach, tytuł miał być izometryczną dwuwymiarową strzelanką, lecz popularność tego rodzaju produkcji zachęcił twórcę do zmiany koncepcji, przenosząc ją na trójwymiar i wprowadzając fizykę, co przyczyniło się do osadzenia produkcji w kosmosie. Premiera - 14 grudnia 2017 r. |
| 303 Squadron: Battle for Britain                        | 2018                         | Atomic Jelly SimFabric (wersje na konsole stacjonarne) | Microsoft Windows                                                                                  | Pierwsza gra w planie wydawniczym wydawcy, zakładana premiera: IV kwartał 2017 r. w lipcu uruchomiono oficjalną stronę na platformie Steam. Rozpoczęto 9 stycznia kampanię crowdfundingową na platformie Kickstarter celem zwiększenia zasięgu rozpoznawalności tytułu. Osiągnięcie pierwszego celu kampanii nastąpiło w mniej niż 98 h od rozpoczęcia. Pierwotnie grę tworzyło Movie Games, lecz projekt przejęło Atomic Jelly odpowiedzialne za Project Remedium.Gra miała pojawić się we Wczesnym Dostępie na platformie Steam w kwietniu 2018 r, lecz premierę przesunięto na 8 maja (później na 24 maja), tłumacząc potrzebą wprowadzenia dodatkowych poprawek. 31 sierpnia zadebiutowała pełna wersja 303 Squadron nakładem CENEGI na terytorium Polski i Czech. Wydawca fizycznych wydań przygotował dwie wersje - Podstawową i Specjalną. Wersja Podstawowa posiadała, poza kolekcjonerskim pudełkiem i grą, kartonowy model samolotu Hawker Hurricane do sklejenia; wersja Specjalna dostępna w sklepach Empik zawierała dodatkowo haftowaną naszywkę z odznaką Dywizjonu 303 o średnicy 8 cm. Data premiery - 31 sierpnia 2018 rSprzedaż gry niewiele ustępowała sprzedaży Lust for Darkness (stan na czerwiec 2018 r). |
| Soulblight                                              | 2018                         | My Next Games                                          | Microsoft Windows; Nintendo Switch                                                                 | Tytuł otrzymał nagrodę Digital Dragons za najlepszą produkcję indie w 2015 r. Produkcja stanowiąca mieszankę gry turowej i hack'n'slash o tematyce dark fantasy został zapowiedziany na rok 2017 r. W lipcu 2017 r twórcy zapowiedzieli port na konsole Xbox One, Playstation 4 i Nintendo Switch z datą premiery na I lub II kwartał 2018 r. Znajdował się wśród tytułów promowanych podczas imprezy PAX Seattle 2017 Podczas zapowiadanej w październiku zbiórki na platformie Kickstarter zebrano 15 965 CAD przy wsparciu 429 osób. Ostatecznie, z wersji konsolowych realizacji doczekał się port na Nintendo Switch w październiku 2018 r. |
| Lust for Darkness                                       | 2018                         | Movie Games Lunarium SimFabric (Switch)                | Microsoft Windows Nintendo Switch                                                                  | Tytuł został zaprezentowany na imprezie Pixel Heaven w 2017 r. Tematyka inspirowana dziełami Lovecrafta wynikała z personalnych zainteresowań założyciela Movie Games Lunarium, Michała Ciastonia. Gra stała się przedmiotem pierwszej kampanii crowdfundingowej przeprowadzonej przez wydawcę na platformie Kickstarter. Osiągnięcie 100% celu kampanii (pierwszy cel - 8 000 CAD w 24 h) nastąpiło w 42h przy zaplanowanym na 40 dni czasie zbiórki. Premiera: 12 czerwca 2018 r. W ciągu 6 godzin znalazła się w globalnym zestawieniu największych bestsellerów na platformie Steam. Sprzedaż gry po 24h zwróciła koszty produkcji i wyniosła 10 tys. sztuk aby jeszcze w miesiącu premiery zwiększyła do poziomu 20 tys. kopii. Aktywnie promowano produkcję na imprezach gamingowych, m.in. europejskim Gamescom w Kolonii czy Pax Seattle. Chińczycy byli drugą co do wielkości grupą odbiorców. Kontynuacja gry została zapowiedziana w lutym 2019 r. W roku 2018 r sprzedano 31 767 egzemplarzy. Port na Xbox One i Playstation 4 nie doczekał się premiery z uwagi na problemy z cenzurą. 12 lipca 2019 r wychodzi port na Nintendo Switch autorstwa SimFabric. Wersja na komputery osobiste do 30 czerwca 2019 r. sprzedała się w 90 tys. egzemplarzy Sprzedaż portu na Switcha miała w ciągu 24 h zwrócić koszty produkcji, według szacunków wydawcy przy zachowaniu dynamiki sprzedaży port na Switch miał w ciągu miesiąca znaleźć 20 tys. egzemplarzy, aby do końca roku liczba wzrosła do 100 tys., do czego przyczynić się miało wydanie gry w wersji pudełkowej potwierdzone miesiąc później przez Emila Lesczyńskiego ze studia SimFabric. |
| Void Space Racing                                       | 2018                         | SONKA                                                  | Nintendo Switch                                                                                    | Pierwotnie planowana jako port Orbital Racing na platformę Nintendo Switch, z uwagi na rozległość wprowadzonych zmian w warstwie graficznej i rozgrywki, zadecydowano o przemianowanie projektu. Premiera: 20 lipca 2018 r. |
| Treasure Hunter Simulator                               | 2018                         | Drago entertainment                                    | Microsoft Windows                                                                                  | Zwrot kosztów produkcji Treasure Hunter Simulator nastąpił 24 godziny po premierze, okazując się, według redakcji Graczpospolita.pl "całkiem sporym sukcesem finansowym". Twórcy zapowiadali dalsze wsparcie dla produkcji. Do końca 2018 r nabyto 13 119 egzemplarzy gry. |
| Plane Mechanic Simulator                                | 2019                         | Cobble Games Disaster Studio                           | Microsoft Windows                                                                                  | Gra osadzona w realiach bitwy o Anglię, umożliwiała graczowi naprawianie samolotów pokroju Supermarine Spitfire czy De Havilland Tiger Moth. Kampania składała się z 81 misji. Wydawca podjął decyzję o przesunięciu premiery z 7 na 13 lutego 2019 r.13 lutego 2019 r zadebiutował we wczesnym dostępie Steam trafiając na piąte miejsce globalnej listy bestsellerów Steam. W ciągu tygodnia sprzedano 40 tys. egzemplarzy. W planach było wydanie wersji konsolowych na Xbox One, Nintendo Switch i Playstation 4, lecz do ich realizacji nie doszło. Sprzedaż po ok. dwóch miesiącach przekroczyła 50 tys. kopii |
| The Beast Inside                                        | 2019                         | Illusion Ray Studios                                   | Microsoft Windows; PlayStation 4; Xbox One                                                         | W lutym 2018 r zapowiedziano grę stanowiącą połączenie thrillera i horroru The Beast Inside od Illusion Ray Studios (studio założone przez Łukasza Smagę złożone z byłych pracowników The Farm 51, Platige Image i Fuero Games). Podczas zbiórki pieniędzy przeprowadzonej za pośrednictwem platformy Kickstarter po 24h od startu zebrano ponad 10 tys. CAD przy wsparciu blisko 350 osób. Na czerwiec 2018 r była określana mianem największej i najdroższej produkcji Movie Games. W ciągu dwóch tygodni od premiery produkcja zebrała pozytywne noty powyżej 80%. W trakcie imprezy Pixel Heaven zwyciężył w kategorii Najlepszej Polskiej Gry Roku 2018 r wg. Graczpospolitej. Ponadto zostało nominowane do nagrody The Webby Awards.. W planach wersje na PS4 i Xbox One. Premiera wersji na Xbox One - 29 listopada 2022 r, PS4 - 7 grudnia 2022 r. |
| Drug Dealer Simulator                                   | 2020                         | Byterunners Game Studio MD Games (Xbox One; PS4)       | Microsoft Windows                                                                                  | Do współpracy przy tworzeniu Drug Dealer Simulator zaproszono rapera Michała "Małolata" Kaplińskiego. Pełnił rolę konsultanta i udzielał wsparcia marketingowego. Wybór był uzasadniany przeszłością rapera, który miał epizod z bycia dealerem. Pierwotnie gra miała zadebiutować w I kwartale 2020 r Tytuł został bardzo dobrze przyjęty przez odbiorców; koszty produkcji zwróciły się po niespełna godzinie od premiery. Prezes Movie Games zapewniał o dodaniu bezpłatnych wydarzeń i misji do gry, w ciągu 2 tygodni liczba osób dodających grę do Listy Życzeń Steam wzrosła o ponad 50%. Przez kilka godzin był nr 1 wśród globalnych bestsellerów, gra tworzona była prawie 2 lata i zagrywało się w jednej chwili prawie 7 tys. graczy. W ciągu 3 dni nabyło ją prawie 55 tys. graczy. Priorytetem jest rozwój relacji z graczami i nieustanne ulepszanie tytułu celem jego najwyższej jakości. Drug Dealer Simulator sprzedał się w ponad 100 tys. kopii w ciągu 11 dni od premiery.Miesiąc później, osiągnęło zarobek w wysokości 1 mln $. Zapowiedziano porty na Xbox One i PS4, lecz (stan na rok 2024) do premiery nie doszło. |
| Lust from Beyond: Scarlet                               | 2020                         | Movie Games Lunarium                                   | Microsoft Windows                                                                                  | 15 października 2020 r zostało udostępnione darmowa wersja demonstracyjna Lust from Beyond o podtytule Scarlet na platformie Steam autorstwa Movie Games Lunarium |
| Lust for Darkness                                       | 2020 2021 (VR)               | Movie Games Lunarium SimFabric Iron VR (platformy VR)  | Playstation 4; platformy VR (Steam VR, HTC Vive, Oculus Rift, Valve Index , Windows Mixed Reality) | Zlecenie portu na platformy wirtualnej rzeczywistości studiu Iron VR było wynikiem zawartego w lipcu 2020 r listu intencyjnego z Movie Games, gdzie strony określiły warunki współpracy i listę tytułów z myślą o przeportowaniu. Movie Games Lunarium przygotowało wersję ocenzurowaną 'dla młodzieży" na konsole PlayStation 4 i Xbox One z uwagi na napotkane problemy z klasyfikacją tytułu przez amerykańsko-kanadyjską ESRB, która portowi na Nintendo Switch przyznała kategorię AO (Adult Only - tylko dla dorosłych). Port gry noszącej roboczy podtytuł Dawn Edition przygotowywało SimFabric z przewidywaną premierą 20 marca 2020 r. 16 października premiera Lust for Darkness na PS4. Pod koniec października 2021 r zadebiutował port na Steam VR, HTC Vive, Oculus Rift, Valve Index i Windows Mixed Reality. |
| Postal Redux                                            | 2020 (Switch) 2021 (PS4)     | MD Games                                               | Nintendo Switch; PlayStation 4                                                                     | W październiku 2019 r MD Games zapowiedziało przygotowywane przez studio porty gry Postal i Postal Redux na platformę Nintendo Switch. Premierę przewidywano na rok 2020 r. Współpraca studia z Running with Scissors wraz z rozwojem prac nad portami zaowocowała decyzją o powierzeniu przeportowania Postal Redux na PlayStation 4 i Xbox OnePremiera: 16 października 2020 r (Nintendo Switch); 9 kwietnia 2021 r (PS4). Port na Xbox One nie doczekał się premiery. |
| Lust from Beyond                                        | 2021                         | Movie Games Lunarium                                   | Microsoft Windows                                                                                  | Zapowiedź tytułu w lutym 2019 r.Za produkcję odpowiadało Movie Games Lunarium. Kampania trwała do 4 czerwca br., każdy wspierający otrzymywał dostęp do Ekskluzywnego Demo w trakcie jej trwania. Pod koniec kwietnia 2019 r pochwalono się osiągnięciem progu minimalnego zbiórki,, tj. 10 tys. CAD (ok. 28 tys. zł) w ciągu 10 godzin. Kwota pozwalała na promocję i działania PR. Dwa dni po wydarzeniu kwota wzrosła do ok. 24 tys. CAD. Lust from Beyond zostało wsparte przez 3017 osób, wypełniono 12 celów dodatkowych kampanii, zgromadzono kwotę 255 tys. zł (tj. 600% celu). W listopadzie 2019 r wydawca pochwalił się 70 tys. graczy wpisanych na Listę Życzeń na platformie Steam i pobraniem prologu przez 50 tys. graczy. W lipcu 2020 r ogłoszono datę premiery na 24 września. Rozpoczęto zintensyfikowaną kampanię marketingową, w której skład wchodziły nowe zwiastuny, akcje promocyjne wśród społeczności oraz nowy, darmowy prolog. 15 września 2020 r ogłoszono zmianę daty premiery na IV kwartał 2020 r z uwagi na prace trwające m.in. nad prologiem do gry. Liczba graczy na liście życzeń wyniosła ok. 130 tys. graczy. W styczniu 2021 r data uległa ponownemu przesunięciu na 25 lutego 2021 r.Ponowny manewr na 11 marca wydawca argumentował zaplanowanymi wydarzeniami marketingowymi, które doprowadzą do zwiększenia zainteresowania graczy. 18 lutego liczba osób na liście życzeń wzrosła do 185 tys. Ponowne opóźnienie premiery z lutego na 11 marca 2021 r było przykryte publikacją zwiastunu o treści, o tyle kontrowersyjnej treści, że została usunięta z serwisu YouTube, Facebook, Vimeo i stron o tematyce pornograficznej pokroju PornHub i RedTube. Uzasadnieniem decyzji było podjęcie dodatkowych betatestów, możliwością przeprowadzenia dodatkowej optymalizacji kodu i środowiska. Długość produkcji, zdaniem Michała Ciastonia, miała zająć "więcej niż Lust for Darkness i dwa prologi razem wzięte" i zawierać "wybory, a nawet RPG-owe elementy kreacji postaci". Koszty produkcji zwróciły się w 2 tygodnie po premierze. Na słabsze wyniki przełożyły się problemy z cenzurą w Niemczech i w Chinach. Zdaniem Mateusza Wcześniaka, dotychczasowa sprzedaż oprócz zwrócenia kosztów produkcji i promocji, pozwoliła "zgromadzić kwotę potrzebną do produkcji wersji z niższym ratingiem wiekowym". W ciągu 3 dni sprzedało się 29 tys. egzemplarzy, ciesząc się bardzo dobrym przyjęciem wśród graczy i recenzentów (83% pozytywnych recenzji na 578 wystawionych, stan na marzec 2021 r). |
| Gas Station Simulator                                   | 2021 2022 (wersje konsolowe) | DRAGO entertainment MD Games (wersje konsolowe)        | Microsoft Windows; PlayStation 4; Xbox OneNintendo Switch                                          | Zapowiedź gry miała miejsce we wrześniu 2019 r. Prolog został udostępniony w kwietniu 2021 r. Wersja demonstracyjna i prolog cieszył się sporym zainteresowaniem, łącznie 500 tys. razy pobrań, natomiast na Listach Życzeń Steam dodało ją 130 tys. użytkowników. Budżet produkcji wyniósł ok. 450 tys. zł i zwrócił się w 1,5 h od premiery. W 3 dni po premierze sprzedano 71 tys. sztuk. Za wydanie gry na rynek chiński i marketing odpowiedzialne było Heartbeat Interactive Entertainment.Szacunkowa sprzedaż gry oscylowała w liczbie ok. 600 tys. sztuk do końca 2021 r. Do 27 września sprzedano ok. 200 tys. sztuk. Na październik przekroczyła 300 tys. sztuk. Planowano na najbliższe miesiące wydanie pierwszego bezpłatnego dodatku i optymalizację gry. Do grudnia 2021 r gra sprzedała się w liczbie ponad 450 tys. egzemplarzy. W I półroczu 2022 r zakładano premierę wersji na macOS tworzonej przez DRAGO entertainment. Bezpłatna aktualizacja z lutego 2022 r dodała do gry możliwość otwarcia myjni samochodowej z 5-stopniową modernizacją. Wersje konsolowe na PS4, Xbox One i Nintendo Switch zadebiutowały w październiku 2022 r. Za produkcję i wydanie odpowiadało MD Games |
| Lust from Beyond: M Edition                             | 2022                         | Movie Games Lunarium                                   | Microsoft Windows                                                                                  | Zapowiedź Lust from Beyond: M Edition w lipcu 2021 r wiązała się z problemami Movie Games z wydaniem produkcji na Playstation 4 i Xbox One, na rynek Chin i Niemczech, co wpłynęło na sprzedaż gry i spóźniony zwrot kosztów produkcji. Dodatkowo, Steam ograniczała promocję tytułu na swojej platformie z uwagi na treść produkcji. Zwiastun ocenzurowanego tytułu został pokazany podczas Future Games Show. Premierę określono na III kwartał 2021 r. Sprzedaż w ciągu 3 dni od premiery (12 lutego 2022 r) wyniosła 3,5 tys. kopii, przecenionej podstawowej wersji - 2,8 tys. 18% kupujących stanowili gracze z Chin, ponad 14 tys. osób dodało do listy życzeń. W Chinach partnerami biznesowymi byli platforma HeyBox (dystrybucja i kominikacja) i Sonkwo. |
| Lust from Beyond: M Edition                             | 2022                         | Iron VR                                                | platformy VR                                                                                       | Listopadem 2021 r zapowiedziano wersję gry Lust from Beyond VR: M Edition na gogle wirtualnej rzeczywistości opracowywaną przez Iron VR |
| Fire Commander: First Response                          | 2022                         | Pixel Crow Atomic Wolf                                 | Microsoft Windows                                                                                  | Zwiastun gry przedstawiony podczas Future Games Show w czerwcu 2021 r prezentował oddziały straży pożarnej podczas gaszenia biur i parków rozrywki, wynoszenia cywili i walki z płonącymi lasami. Twórcy obiecywali duże zróżnicowanie zadań, walkę wzorowaną na grach z cyklu Emergency od Sixteen Tons Entertainment, w czasie rzeczywistym, z aktywną pauzą (wyłącznie spowalniającą rozgrywkę). Między misjami dysponowani strażacy mieli rozwijać specjalizacje, nowe umiejętności i nabywać nowe narzędzia do walki z pożarami, zależnie do rodzaju zagrożenia (ogniste podmuchy, groźba zaczadzenia, materiały łatwopalne). Gra była przedmiotem akcji promocyjnej z udziałem Davida Joffe. W październiku 2021 r podczas Tokyo Game Show zaprezentowano zwiastun gry Fire Commander docelowo tworzony na Microsoft Windows, Playstation 4 i Xbox One. Zakładana premiera: 2022 rZapowiadano port gry na platformę Google Stadia. 27 lipca 2022 r miała miejsce premiera gry na komputery osobiste. W finalnej wersji gracz otrzymywał 30 zróżnicowanych misji. Udostępniono darmowy prolog na platformie Steam. Dalszy los portów konsolowych był nieznany. |
| Mythbusters:: The Game                                  | 2022                         | Byte Barrel                                            | Microsoft Windows                                                                                  | Nabycie licencji na użycie marki MythBusters, muzyki, głosów i innych znaków towarowych miało miejsce poprzez zawartą umowę z Discovery Licensing Inc. w grudniu 2018 r. Partner biznesowy miał aktywnie angażować się nie tylko w proces produkcji, ale i akcje marketingowe i promocyjne gry w tym PR. W sierpniu 2021 r zapowiedziano zbiórkę na platformie crowdfundingowej Kickstarter, gdzie za cel postawiono zebranie środków na stworzenie dodatkowej zawartości i posłużyło za promocje tytułu; datę premiery określono na IV kwartał 2021 r. Miesiąc później, zaprezentowano zwiastun w ramach zbiórki prowadzonej na serwisie Kickstarter, ten okazał się przemianowanym materiałem prezentowanym podczas targów gamescom Premierę przesunięto na 8 czerwca 2022 r, acz z uwagi na "wydarzenia, na które [twórcy] nie mają wpływu" została ona odwołana. Wpływ na decyzję twórców, jak podejrzewały media, miał negatywny odbiór bezpłatnie udostępnionego użytkownikom prologu produkcji (38% pozytywnych ocen na podstawie 57 opinii). Gra zadebiutowała 1 września. |
| Food Truck Simulator                                    | 2022                         | DRAGO entertainment                                    | Microsoft Windows                                                                                  | We wrześniu 2019 r DRAGO entertainment zapowiedziało Food Truck Simulator, gdzie gracz mógł odnawiać i obsługiwać mobilne punkty gastronomiczne. Pierwotna data premiery zakładała debiut w 2020 r. Premiera została wyznaczona na 14 września 2022 r. Liczba graczy w dniu premiery wynosiła 1115 osób, tj. 12-ktotnie mniej niż Gas Station Simulator (sprzedając się w 100 tys. egzemplarzy w ciągu 4 dni), co przyczyniło się do chłodnego przyjęcia wśród inwestorów giełdowych. Koszty produkcji zwróciły się po 54 godzinach od premiery (ok. 950 tys. zł), po 3 dniach gra sprzedała się w 15 tys. sztuk. Pomimo obiecujących wyników, kurs akcji spółki uległy spadkowi o 1/3. |
| Brewpub Simulator                                       | 2023                         | Star Drifters                                          | Microsoft Windows                                                                                  | Zapowiedziany w sierpniu 2022 r symulator browarnictwa miał zaoferować możliwość urządzenia lokalu z dalszą perspektywą jego ulepszania, stworzenia własnej marki piwa (zarówno w drodze legalnej, jak i nielegalnej), optymalizację procesu warzenia i dbanie o dobre samopoczucie odwiedzających browar klientów. Twórcy obiecywali oddanie "realistycznej mechaniki produkcji piwa" w połączeniu z liczną reprezentacją minigier. Zakładana premiera oscylowała w terminie 6-8 miesięcy. Ostatecznie, gra zadebiutowała 21 lipca 2023 r, zbierając mieszane oceny graczy. |
| Alaskan Road Truckers (dawniej Alaskan Truck Simulator) | 2023                         | Road Studio Iron VR (platformy VR)                     | Microsoft Windows; platformy VR; PlayStation 5; Xbox Series X/S                                    | Movie Games podjęło w maju 2018 r strategiczną współpracę z Discovery Licensing Inc., na jej mocy wydawca miał stworzyć grę z wykorzystaniem licencji na produkcje stacji. Pierwszy projekt o roboczym tytule Alaskan Truck Simulator tworzono z myślą o komputery osobiste (ponadto umowa przewidywała możliwość wydania produkcji na Playstation 4, Xbox One, Nintendo Switch, iOS, Android). Druga strona miała aktywnie angażować się w promocję gry na swoich kanałach telewizyjnych i profilach w mediach społecznościowych. Docelowa premiera to przełom 2018 i 2019 r. Prezes Movie Games wskazał na wysoko stawianą poprzeczkę w kwestii oddania realizmu jako powód aktywnej promocji. Kierunek współtworzenia produkcji kanałami edukacyjnymi i dokumentalnymi posiadał niewykorzystany potencjał. Alaskan Truck Simulator ma pozwolić graczowi łatwiej utożsamić się z głównym bohaterem. Dyrektor departamentu digital products & eCommerce w Discovery Communications, Matt Bonaccorso liczył na powtórzenie sukcesu nadchodzącej produkcji wzorem poprzedniej współpracy Discovery, z firmą PlayWay, nad produkcją Gold Rush (44 tys. egzemplarzy w 3 dni od premiery). Rozważano dalszą współpracę z Discovery przy tworzeniu programów Discovery Communications. Zwiastun produkcji został zaprezentowany w sierpniu 2021 r, za produkcję odpowiadało powołane w tym celu Road Studio. Premiera została określona na I kwartał 2022 r, docelowe premiery - PC, PS4, PS5 i Xbox. Szacunkową sprzedaż gry określano na 500 tys. kopii w ciągu pierwszego roku, w dalszej perspektywie - milion. Gracz wcielał się w rolę kierowcy samochodu ciężarowego przyjmującego ekstremalne zlecenia transportu na terytorium Alaski. Tytuł zawierał elementy przetrwania. Rozgrywka prezentowała system dnia i nocy, zmienność pogody, możliwość wyjścia z pojazdu i naprawy "w trasie". W czerwcu 2022 r udostępniono wersję demonstracyjną. Pod koniec 2022 r w wyniku audytu ujawniono nieukończenie projektu, kreślając jego stan na ok. 65% ukończenia. Na początku 2023 r podpisano umowę wydawniczą z Green Man Gaming Publishing, studio zawiesiło pracę nad pozostałymi projektami celem skupienia się na Alaskan Truck Simulator. Opóźnienie produkcji było tłumaczone konfliktem studia z Movie Games w kwestii marketingu. Pod koniec maja 2023 r zadecydowano zmianie tytułu na Alaskan Road Truckers, za oficjalny powód wskazano chęć wyróżnienia tytułu względem pokrewnych produkcji, uwidaczniając rolę wcielaną się przez gracza. Nieoficjalnie, media sugerowały zbyt bliskie podobieństwo do produkcji SCS Software i negatywną reakcję czeskiego producenta. W sierpniu producent wskazał datę premiery Alaskan Road Truckers na 18 października 2023 r., gra ma się pojawić również na platformie Epic Games Store. Na Liście Życzeń widniało blisko 300 tys. osób, testy gry na kilkunastu stanowiskach zostały zaplanowane na sierpniowe targi Gamescom. Prace konsolowe były w trakcie rozwoju. Podczas targów Gamescom 2018 powtórzono datę premiery na 18 października 2023 r. Brak premiery wersji konsolowych, prezes Road Studio Michał Puczyński tłumaczył kilkutygodniowym procesem kontrolnym i odmiennością procesów na poszczególne konsole. Produkcja ma zaoferować 3 drzewka umiejętności, które pozwalają stać się lepszym biznesmenem. Możliwe będzie uzyskiwanie nowych licencji truckerskich, co odblokuje nowe rodzaje zadań, ciężarówek; oraz umiejętności umożliwiające naprawę ciężarówki i rozbudowę bazy. W listopadzie 2023 r Road Studio potwierdziło dalsze wsparcie produkcji, zapowiadając bezpłatną aktualizację dodającą tryb ułatwiony i hardcore, nowy bezpłatny dodatek Ice Roads (nowy obszar mapy, nowy typ wyzwań i nowy rodzaj ładunków) z premierą w grudniu, płatny dodatek kosmetyczny, ograniczone czasowo wydarzenie świąteczne z darmowymi dodatkami kosmetycznymi itp. Wydawca pozytywnie wypowiedziało się o wynikach sprzedaży produkcji i jej odbioru wśród społeczności. Data premiery wersji konsolowych na Playstation 5 i Xbox Series S/X miała zostać ustalona w porozumieniu studia z wydawcą. Wersję na wirtualną rzeczywistość, Alaskan Road Truckers VR opracowywało Iron VR we współpracy z Westend Studio |
| Winter Survival Simulator                               | 2024                         | DRAGO entertainment                                    | Microsoft Windows                                                                                  | Drago entertainment zapowiedziało we wrześniu 2020 r symulator Winter Survival Simulator, gdzie gracz ma przetrwać podczas zimy, zaczynając przygodę bez plecaka, prowiantu ani sprzętu, wyłącznie posiadając kompas i mapę. Przeszkodami stojącymi na drodze protagonisty stanie siarczysty mróz panujący nocą oraz fauna w postaci niedźwiedzi i wilków. Inspiracją dla twórców była prawdziwa historia katastrofy lotniczej w Andach z 1972 r, zaś pomysł powstał w trakcie prac nad inną produkcją - Red Frost. Zakładana premiera - 2021 r. O oddanie realizmu produkcji zaproszono zdobywcę obu biegunów i znanego podróżnika ekstremalnego Marka Kamińskiego. Gra doczekała się w lutym 2021 r wersji demonstracyjnej i zwiastunu. Akcję gry osadzono w parku stanowym w Stanach Zjednoczonych, wśród wzgórz Mount Washington. Szef studia, Lucjan Mikociak obiecywał dynamiczny system zmiany pogody, starcia ze zwierzętami i konieczność rozpoznawania śladów jej obecności celem unikania miejsc niebezpiecznych i terytoriów łowieckich. Prolog (Winter Survival: Prologue) stała się jedną z produkcji do przetestowania podczas Steam Next Fest. Tytuł został odrzucony podczas edycji imprezy z lutego 2023 r, z uwagi na osobne karty produktu na platformie Steam - Winter Survival Simulator i Winter Survival Simulator: Prologue, natomiast dana produkcja mogła pojawić się na festiwalu tylko raz i w wersji demonstracyjnej. Gra nie doczekała się premiery 15 lutego 2023 r. Premiera w Wczesnym Dostępie Steam - 6 marca 2024 r. |
| Drug Dealer Simulator 2                                 | 2024                         | Byterunners Game Studio                                | Microsoft Windows                                                                                  | Miejsce i czas akcji kontynuacji Drug Dealer Simulator 2 zapowiedzianej w 2021 r. zostało osadzone we wczesnych latach dwutysięcznych na inspirowanej Karaibami wyspie Isla Sombra, zaś głównym bohaterem stał się Eddie, mentor protagonisty pierwowzoru. W produkcji będzie walczyć o terytorium, konfrontując się z konkurencyjnymi kartelami, rozwijając siatkę dystrybucji i rynek odbiorców; na drodze protagonisty staną policja, bojówki i siły konkurencji. Wydawca sukcesywnie starał się o powiązanie tytułu z popularnym serialem telewizyjnym Narcos, zawierając umowę z Gaumont Television na użycie marki. Premiera z 2023 r. została przesunięta na czerwiec 2024 r Koszty produkcji zwróciły się w 3h od finalnej premiery, tj. 20 czerwca 2024 r. |

## Zapowiedzi i anulowane projekty
| Tytuł                                      | Rok                               | Producent                                     | Platforma                                         | Uwagi |
| ------------------------------------------ | --------------------------------- | --------------------------------------------- | ------------------------------------------------- | --- |
| No Drugs                                   | nieznana                          | Hydra Games                                   | Microsoft Windows                                 | Zaprezentowana w maju 2017 podczas imprezy Pixel Heaven 2017. Prawa majątkowe do gry w styczniu 2019 r zostały przekazane Hydra Games. |
| Total Alarm                                | nieznana                          | Pixel Crow                                    | Microsoft Windows                                 | Pierwsze doniesienia o projekcie pojawiły się w maju 2018 r. Miała stanowić mieszankę gry eksploracyjnej i zarządzania zasobami z elementami handlu i ulepszania pojazdu. Gracz miał zmagać się ze problemami centralnie zarządzanej gospodarki i potajemnie planować ucieczkę ze miejsca odbywania kary |
| Don't Be Afraid                            | 2018 2022 (konsole VII generacji) | Hydra Games Broken Arrow Games                | PlayStation 4; Xbox One; Nintendo Switch          | Zapowiedź kolejnego tytułu planowanego na 2018 r – horror Don't Be Afraid. W produkcji Broken Arrow Games wcielał się w jedenastolatka porwanego przez tajemniczego człowieka w masce i umieszczonego w tajemniczym kompleksie. Musi dowiedzieć się, dlaczego się tu znalazł i kim jest tajemniczy porywacz, oraz uciec. Twórcy obiecywali moc sekretów, trzy zakończenia, zróżnicowanych przeciwników i dwanaście lokacji. Od lipca 2020 r był dostępny darmowy prolog Don’t Be Afraid – The First Toy, pozytywnie przyjęty przez odbiorców (92% ocen użytkowników Steama jest pozytywnych, ogółem wystawiono 470 opinii) (stan na listopad 2020 r). Dwa miesiące później, Hydra Games pochwaliło się że po prequel sięgnięto już 100 tys. razy. W zapowiedzi live-action, wcielający się w rolę gliniarza Mirosław Zbrojewicz, ujawnił datę premiery pełnej wersji na 17 grudnia 2020 r. Wersje konsolowe zadebiutowały w styczniu 2022 r. Kontynuacja tworzona przez studio Cat-astrophe Games i wydawana przez Eneida Games ma mieć premierę w 2024 r. |
| Car Wash Simulator                         | nieznana                          | Movie Games New Disorder                      | Microsoft Windows                                 | W grudniu 2018 r zapowiedziano symulator myjni samochodowej. Grę tworzyło Movie Games 1Z/1Z Games, pracujące równocześnie nad Plastic Rebellion. Jako przedsiębiorca-właściciel myjni samochodowej, gracz ma rozwijać swoją działalność i ulepszając swoje myjnie, walczy z konkurencją i spełnia wszelkie życzenia klientów. Wśród przewijających się ofert mogą przewijać się te o podejrzanym charakterze za większe wynagrodzenie, przy czym musi pilnować się przed policją. Premiera planowana na 2019 r.Gracz mógł współpracować z gangsterami lub stróżami prawa, co ma wpływać na reputację myjni/firmy w dzielnicy, która ma charakteryzować się wysoką przestępczością. Wraz ze styczniem 2023 r doszło do przeniesienia praw majątkowych do gry na rzecz Ultimate Games SA. Produkcją zajmuje się New Disorder Obecnie brak daty premiery. |
| Detective Simulator                        | III kwartał 2020 r.               | DRAGO entertainment                           | Microsoft Windows                                 | Zapowiedziany w listopadzie 2019 r projekt miał pozwolić graczowi wcielić się w rolę prywatnego detektywa wykonującego rozmaite zlecenia cechujące się różnorodną charakterystyką, począwszy od prostego śledzenia po corporate espionage (wywiad korporacyjny); osobnymi nieliniowymi historiami. W prowadzonej kampanii crowdfundingowej zebrano (do 13 listopada) ok. 550 tys. zł przy wsparciu 89 osób . Premiera miała mieć miejsce w III kwartale 2020 r |
| Paparazzi Simulator                        | nieznana                          | DRAGO entertainment                           | Microsoft Windows                                 | Pod koniec listopada 2019 r. Movie Games rozesłało komunikat zapowiadający wydanie Paparazzi Simulator. Na początku grudnia projekt został oficjalnie ogłoszony przez DRAGO entertainment Gracz miał wcielić się w rolę tytułowego paparazzo, który celem zdobycia skandalizującego zdjęcia, m.in. włamie się do domów celebrytów, przyłapie w kompromitującej sytuacji. Będzie mógł przyjąć zlecenia od agencji medialnych i przedstawicieli półświatka. Wymagać dokładnego prześledzenia grafiku gwiazdy, dobrania odpowiedniego sprzętu (aparatu, obiektywu, fałszywych dokumentów), przekupywać ochroniarzy. Przewidywana premiera - III kwartał 2020 r.. |
| Restaurant Flipper                         | nieznana                          | Movie Games; LifeSim Games                    | Microsoft Windows                                 | Zapowiedziany w listopadzie 2019 r symulator Restaurant Flipper miał stawiać graczowi za zadanie wyremontowanie lokali gastronomicznych, które najlepsze lata mają (w teorii) za sobą. Prezes Mateusz Wcześniak wprost przyznał się do inspirowania się produkcjami pokroju Kuchennych rewolucji czy Hell’s Kitchen. Popularność wymienionych produkcji stanowiły wyznacznik potencjalnego „znaczącego zainteresowania”. Poza remontem, gracz miał zajmować się pracami wykończeniowymi oraz urządzaniem lokalu: doborem mebli, piekarników, ale też muzyki czy dań w karcie. Do zakładanej premiery w 2020 r. nie doszło. Tytuł uległ przemianowaniu na Restaurant Simulator oraz (w 2022 r) zmienił właściciela na LifeSim Games. Data wydania pozostała nieznana. Gracz wcielić się we właściciela restauracji (kucharza, kelnera, projektanta wnętrz), jako symulator z perspektywy jednoosobowej. |
| Red Frost (poprzednio) FrostFall)          | nieznana                          | DRAGO entertainment                           | Microsoft Windows                                 | Zapowiedź gry wraz z krótkim materiałem promocyjnym zaprezentowano w październiku 2019 r. Gra miała być strzelanką z elementami survivalu o roboczym tytule FrostFall zapowiedziana w lipcu 2020 r. Miała oferować „bardzo głęboką historię”, postapokaliptyczne realia oraz duży otwarty świat. Cechować się dynamicznym systemem pogody, systemem progresji opartym na zombifikacji bohatera, rozwoju zdolności o podejmowane aktywności, rozbudowany crafting, budownictwo i mechanizmy związane z przetrwaniem (wskaźnikami głodu, pragnienia, wyczerpania i wyziębienia). Ujawnienie FrostFall nastąpiło po rozpoczęciu przez Drago entertainment gromadzeniu funduszy. W zbiórce, której celem było osiągnięcie 1,6 mln zł (minimalny próg - 840 tys. zł); na październik 2019 r uzyskano kwotę 330 tys.i pozwolić wypracować model produkcji oraz zatrudnić nowych pracowników. Firma podjęła decyzję o zmianie tytułu na Red Frost. Zakładano udostępnienie wersji demonstracyjnej w IV kwartale 2020 r, premierę - w 2021 r. |
| Airport Contraband                         | nieznana                          | DRAGO entertainment Titanite Games            | Microsoft Windows                                 | W październiku 2019 r zapowiedziano Airport Contraband, gdzie gracz wcielał się w pracownika ochrony lotniska zajmującym się wyłapywaniem podejrzanych osób i szukaniu niedozwolonych przedmiotów w bagażach podróżnych. Premiera w 2020 r.Prace nad produkcją zostały przyspieszone w kwietniu 2023 r., zwiększono budżet i powiększono zasoby ludzkie o zewnętrznego krakowskiego developera Titanite Games. Gra ma działać w oparciu o Unreal Engine 5, fabuła osadzona w Kolumbii (światowej stolicy przemytu narkotyków), gracz jako przedstawiciel służb celnych ma zostać postawiony przed trudnymi wyborami, między praworządnością, a bogactwem. |
| Save the Forest                            | nieznana                          | nieznana                                      | Microsoft Windows                                 | W listopadzie 2019 r zaprezentowano Save the Forest z premierą w 2020 r. Zadaniem stawianym graczowi wcielającemu się w mieszkańca zanieczyszczonej okolicy jest oczyszczenie lasów, brzegów rzek, okolicznych jezior i wód. Do dyspozycji gracza oddano możliwość sprzedaży segregowanych odpadków, handel znalezionymi rzeczami, urządzane własnego domu z użyciem kupionych lub znalezionych obiektów i usprawnianie pracy poprzez modernizację stosowanego sprzętu. Dodatkowymi aktywno ściami są naprawianie uli, budowanie pasiek czy ochroba lasu przed pożarami. |
| War Hospital (dawniej Field Hospital)      | nieznana                          | Brave Lamb                                    | Microsoft Windows                                 | Movie Games został (w listopadzie 2020 r) globalnym wydawcą gry Field Hospital studia Brave Lamb Studio. Dla wydawcy było to wejście w całkowicie nowy segment gier indie premium, tj. gier niezależnych o wysokim budżecie; deklarował wsparcie zespołu produkcyjnego świadczeniami w zakresie FQZ (Testy Funkcjonalne) i CQA (Testy zgodności) tytułu i udostępnienie niezbędnych zasobów w wyprodukowaniu wysokiej jakości gry.Produkcję studia Brave Lamb, główny producent gry Michał Dziwniel określił mianem "głębokiego przeżycia emocjonalnego związane z największym i często nie dotykanym w świecie mediów elektronicznych dramatem w dziejach ludzkości pierwszą wojną światową". Zdaniem Mateusza Wcześniaka, gra ma perspektywę sprzedaży w wolumenach kilkuset tysięcy sztuk na wszystkich docelowych platformach w stosunkowo wysokiej sugerowanej cenie detalicznej". Movie Games miało wprowadzić Field Hospital na konsole Xbox Series X. Premiera zakładana na IV kwartał 2022 r. Podczas wydarzenia Future Games Show: Spring Showcase w marcu 2021 r przedstawiono zapowiedź gry opowiadającej o pracy brytyjskiego szpitala polowego. Twórcy obiecywali realistycznie odwzorowanie ekwipunku z epoki. W tym celu nawiązano współpracę z brytyjskim Imperial War Museums mającym zapewnić poprawne i zgodne odwzorowanie historycznych realiów. Ciekawostką związaną z zapowiedzią był podział grafiki promocyjnej pomiędzy publikacje PSX Extreme i Pixel wydawane przez tego samego wydawcę, Idea Ahead. Ponadto dostrzeżono zastosowanie symbolu Czerwonego Krzyża objętego regulacjami prawnymi, co przyczyniło się do spekulacji o legalności jego użycia przez twórców. Fabuła koncentruje się na czasach I wojny światowej na terytorium północnej Francji, w brytyjskim szpitalu gracz ma udzielać pomocy żołnierzom, zmagając ssię z brakiem zasobów ludzkich i ekwipunku i próbą stworzenia społeczności i podejmowanie trudnych wyborów moralnych. W lipcu 2022 r zaprezentowano rozgrywkę i przesunięto datę premiery z IV kwartału 2022 r na 2023 r. W sierpniu 2021 r poinformowano o zakończeniu następnego etapu produkcji gry.Wydawca zaanonsował światowego wydawcę produkcji, którym zostało francuskie Nacon. |
| American Motorcycle Simulator              | nieznana                          | Road Studio                                   | Microsoft Windows                                 | W marcu 2020 r Movie Games zapowiedziało American Motorcycle Simulator, gdzie gracz jako motocyklista przemierza legendarną drogę Route 66, stawiając czoła wielu wyzwaniom, przeciwnościom i doświadczając rozmaitych przygód. Wydawca widział potencjał cross-promocyjnych produkcji American Motorcycle Simulator i Alaskan Truck Simulator. Rozbudowana baza fanów drugiej produkcji ma, w opinii wydawcy, zainteresować zapowiedzią z uwagi na liczne podobieństwa tematyczne i na podłożu rozgrywki. Gra nie została wydana (stan na maj 2024 t) |
| ER Pandemic Simulator                      | nieznana                          | Movie Games                                   | Microsoft Windows                                 | W czerwcu 2020 r Movie Games zapowiedziało rozpoczęcie prac nad nową grą zatytułowaną ER Pandemic Simulator z planowaną datą premiery na 2021 r. Gracz miał wcielić się w lekarza Szpitalnego Oddziału Ratunkowego, gdzie musiał pomagać pacjentom, diagnozować dolegliwości i ratować ich życie w obliczu światowej pandemii COVID-19. Producent deklarował przekazanie 10% zysków ze sprzedaży gry na rzecz walki z koronawirusem. W intencji Prezesa Movie Games, Mateusza Wcześniaka, było zobrazowanie "jak ciężki jest to zawód oraz jak dużo nasze społeczeństwo zawdzięcza tym osobom. Jako Movie Games chcemy oddać hołd ich pracy nie tylko przez stworzenie gry, ale również poprzez realne wsparcie walki z koronawirusem." Gracz w ramach rozgrywki otrzymywał podstawową encyklopedię zdrowia, gdzie mógł rozpoznawać symptomy różnych chorób. Późniejsze etapy w postaci krótkiego badania, wywiadu lekarskiego i odpowiedzi pacjentów pozwolą zdiagnozować choroby. Przeszkodą w poprawnej ocenie miały stanowić zachowania pacjentów w obliczu stresu, ci będą w stanie podawać nieprawdę. Obok klasycznych sposobów diagnostyki, do dyspozycji gracza zostaną oddane laboratorium, urządzenia USG, EKG, RTG, CT. Ponadto będzie możliwość zarządzania 3-piętrowym budynkiem szpitala. Do premiery nie doszło, nadal widnieje na platformie Steam. |
| Drug Dealer Manager                        | nieznana                          | Exiles Studio                                 | Microsoft Windows                                 | W sierpniu 2020 r Movie Games zapowiedziało Drug Dealer Manager, którego wraz z Polyslash (twórcami) jest współwydawcą. Premiera miała mieć miejsce w IV kwartale 2021 r. Ponownie, w kwietniu 2022 r Exiles Studio (założone przez byłych pracowników Polyslash) zapowiedziało trwające od kilku miesięcy prace nad spin-offem Drug Dealer Simulator, Drug Dealer Manager. Cel produkcji był tożsamy, lecz rozgrywkę osadzono w rzucie izometrycznym. Do dyspozycji gracza oddano możliwość zatrudnienia dilerów, dostawców i szpiegów, tworzenie szlaków przerzutowych, przekształcanie budynków w laboratoria, walkę z konkurencją. |
| Crimerunner (wcześniej Gangster Simulator) | 2024                              | True Games Pyramid Games True Games Syndicate | Microsoft Windows                                 | We wrześniu 2020 r True Games zapowiedziało pierwszy, autorski projekt - Gangster Simulator. Gracz miał pnąć się po szczeblach gangsterskiej drabiny, począwszy od drobnego, ulicznego przestępcy do stania się lokalnym mafiosem. Obiecywano rozwiązania znane z pokrewnej produkcji Movie Games, Drug Dealer Simulator, wzbogacone o możliwość zarobku poprzez sutenerstwo, handel bronią, hazardzie i zakładach bukmacherskich. Ponadto postać sterowana przez gracza może wziąć udział w wojnach gangów i wewnętrznych intrygach. Premiera zapowiadana na 2021 r. Grze udało się dostać na Globalną Listę Życzeń Steam. Gra zniknęła z platformy Steam. Pyramid Games i True Games Syndicate zapowiedziały w sierpniu 2022 r. pierwszoosobową grę akcji, gdzie gracz wcielał się w nastolatka pnącego się po szczeblach przestępczego świata, starając się zdobywać respekt na mieście i nawiązując znajomości. Gracz ma wykonywać misje kurierskie z wykorzystaniem elementów parkouru i skradania się na otwartej mapie miasta. Tytuł okazał się przeprojektowanym Gangster Simulatorem. Zdaniem Szymona Westfala, ówczesnego prezesa Zarządu True Games Syndicate, decyzja o porzuceniu ścisłego trzymania się symulacji na rzecz elementów akcji, pozwoliło uprościć development jednocześnie nadać wyrazistą tożsamość tytułowi. "Zamiast stworzenia średniej klasy gry z dwudziestoma mechanikami, preferuję wypuścić bardzo dobrą grę skupioną na kilku kluczowych mechanikach, co ma znaczenie w ocenach graczy oraz recenzjach mediów i influencerów". Premiera w 2024 r. |
| Terror: Endless Night                      | nieznana                          | Pixel Crow                                    | Microsoft Windows                                 | Zapowiedziana w październiku 2020 r gra miała stanowić unikalną mieszankę strategii turowej i survival horroru, gdzie gracz wcielał się w kapitana zarządzającego statkiem uwięzionym w pułapce lodowej, ma ona nawiązywać do prawdziwych wydarzeń z 1845 r. (dwa brytyjskie statki HMS Erebus i HMS Terror, które udały się na ekspedycję naukową do Arktyki pod dowództwem sir Johna Franklina. Zadaniem stawianym graczowi wcielającemu się w kapitana statku jest uratowanie siebie i członków swojej załogi. Przeszkodami stojącymi na drodze do celu miały byc kończące się zasoby i pogarszający się stan psychiczny członków załogi, co zmusi głównego bohatera do podejmowania trudnych decyzji. Planowana data premiery produkcji - 2021 r.. Rok później, w październiku 2022 r opublikowano zwiastun gry i wersję demonstracyjną w ramac Festiwalu Next. Gracz miał misję odnalezienia statków HMS "Erebus" i HMS Terror podczas niesprzyjająych warunkach pogodowych. Zaplanowano termin na I kwartał 2023 r. Premiera uległa przesunięciu na czas bliżej nieokreślony, zmieniając wydawcę na Feardemic i Unseen Silience. |
| Dirty Cop Simulator                        | nieznana                          | True Games                                    | Microsoft Windows                                 | Zapowiedziany pod koniec marca 2021 r. Dirty Cop Simulator miał pozwolić wcielić się w policjanta, który swoją karierę zaczyna od pieszych patroli (pot. "krawężnika") wypisującego mandaty, kontrolującego prędkość i przecwidziałać wandalizmowi. Do dyspozycji gracza udostępnia się metody moralnie dyskusyjne, tj. łapownictwo, zastraszanie, podrzucanie dowodów czy przymykanie oczu na handel substancjami psychoaktywnymi; sam zakres zadań nie ma trzymać się ściśle realizmu, pozwalając zatrzymywać zakonnice (w zwiastunie twórcy nawiązali do siostry Klotyldy i jej Citroena 2CV z serii filmów o żandarmie z Louisem de Funes w roli głównej), ściganie kosmitów i pracownic seksualnych. Premiera nie została ustalona. Obecnie Movie Games przestało widnieć jako wydawca na karcie produktu na platformie Steam. |
| Treasure Hunter Simulator 2                | nieznana                          | DRAGO entetainment                            | Microsoft Windows                                 | W czerwcu 2021 r DRAGO entertainment zapowiedziało w formie zwiastunu na platformie Steam kontynuację Treasure Hunter Simulator 2. Data premiery pozostaje nieznana. |
| Turbulence - Airplane Survival Simulator   | nieznana                          | True Games                                    | Microsoft Windows                                 | W lipcu 2021 True Games zapowiedziało produkcję z gatunku symulacji, gdzie gracz miał wcielać się w jednego z pasażerów samolotu, który będzie starał się zapobiec katastroie podczas burzy. W zapowiedzi twórcy obiecywali podejmowanie trudnych wyborów ze strony gracza, mnogość i swoboda w podejmowaniu działań - prowizoryczne zabezpieczanie uszkodzeń samolotu po konieczność przejęcia sterów. możliwość eksploracji całego samolotu, dynamicznie zmieniającą się rozgrywkę, interakcje z pasażerami i atmosfera grozy rodem z horroru. Na maj 2024 r gra nadal nie posiada daty premiery, Movie Games przestało być wydawcą. |
| Scorchlands                                | 2023                              | Ringlab (Jakub Rogalski)                      | Microsoft Windows                                 | Podczas wydarzenia Gamescom w sierpniu 2021 r został zapowiedziany citybuilder Scorchlands, w odróżnieniu do powstających wówczas produkcji Against the Storm, Frostpunk 2, Gord, zastosowano motywy sci-fi, magię i "relaksującą" rozgrywkę. Gracz wcielał się w przywódcę ptasiego ludu kolonizującego nową planetę z użyciem zaklęć i nauki. Poprzez rytuały tworzy nowe biomy i terraformuje tereny, opracowując nowe technologie - ratuje. Gracz ma przy tym zadbać o sprawną sieć logistyczną i automatyzację funkcjonowania osady. Grę tworzył, wcześniej związany z Superhot Team i Digital Night Studio, Jakub Rogalski kryjąc się pod nazwą Ringlab od 2020 r. W intencji autora, tytuł miał zapewnić relatywnie niski próg wejścia dla gracza i spora dawka humoru (w postaci przekomarzanek głównego bohatera z doradcami). Rok później, opublikowano zwiastun, z którego wynikało przejście tytułu z planu wydawniczego Movie Games do Star Drifters. Premiera we Wczesnym Dostępie Steam miała miejsce w lutym 2023 r nakładem Star Drifters. |
| Nightclub Manager: Violet Vibe             | nieznana                          | Flint Arts True Games                         | Microsoft Windows                                 | We wrześniu 2021 r uruchomiono zbiórkę crowdfundingową na symulator klubu nocnego na nowopowstałej platformie Raisemany (twórcami są Grupa Kapitałowa INC oraz Codeaddict), kwoty możliwe do wpłacenia wahały się między 100 - 2500 zł. Twórcy mieli pozwolić graczowi stworzyć swój własny klub nocny, od aranżacji wnętrza, doboru muzyki i tancerek i określenia grupy docelowej odbiorców. Produkcja budziła wątpliwości z uwagi na powierzenie produkcji nieznanemu studiu Flint Arts z Gdańska (na maj 2024 r domena uległa wygaśnięciu). Cel zbiórki wynosił 300-600 tys. zł, acz nie wskazano przeznaczenia zbieranych funduszy. Wedle jedneego ze źródeł, miały zostać przeznaczone na marketing i "przeznaczone dla publiczności 18+" DLC. Wydawca wskazał "oś czasu" produkcji, gdzie w październiku twórcy określali "ukończenie systemu zarządzania klubu" i "pełne UI gry", w listopadzie "fabuła, cutscenki (przerywniki filmowe), nowe modele tancerek, cykliczne zdarzenia" itp. Zwiastun przedstawiał urywki z faktycznie istniejących klubów, rekomendacje anonimowych użytkowników budziły podejrzenia z uwagi na ich sztuczność i maszynowe brzmienie. Zbiorka zakończyła się umiarkowanym sukcesem, gromadząc 320 tys. zł zebranych od 203 osób. Wspierający mają uzyskać udział w przychodach netto ze sprzedaży gry i tzw. "manę" (tj. tokeny uprawniające do uzyskania benefitów). Premiera planowana na I kwartał 2022 r., produkcja DLC miała ruszyć pół roku później. Datę premiery przesunięto na "Wkrótce dostępne". W lipcu 2022 r zaprezentowano rozgrywkę. |
| Road Diner Simulator                       | nieznana                          | DRAGO entertainment                           | Microsoft Windows                                 | We wrześniu 2021 r DRAGO entertainment zapowiedziało kolejny symulator osadzony w wykreowanym przez Gas Station Simulator uniwersum Route 66. Pozwoli graczowi podjąć się remontu i prowadzenia przydrożnej restauracji. Premiera została ustalona na 2022 r., lecz ta nie doszła do skutku. Spółka ogłosiła rozpoczęcie prac nad tytułem w komunikacie prasowym we wrześniu 2022 r. Poza uniwersum, tytuł miał się charakteryzować współdzieleniem elementów z poprzednich gier. |
| Food Truck Empire                          | nieznana                          | Lichthund, Pixel Crow                         | Microsoft Windows                                 | W lutym 2022 r zapowiedziano Food Truck Empire, tworzony przez zespół Lichthund (twórcy gry Lichtspeer) i Pixel Crow, o zarządzaniu food truckiem, począwszy od etapu wyboru pojazdu i jej pełnej personalizacji, poprzez poszukiwanie miejsca z dużą liczbą potencjalnych klientów, po, w dalszym etapie rozgrywki, zwiększanie floty pojazdów budując tytułowe "Imperium". W odróżnieniu do pokrewnego Food Truck Simulator, tu kładziono nacisk na zarządzanie i rozwój firmy. Data premiery pozostaje nie ogłoszona, Movie Games przestało być wydawcą gry. Grę utrzymano w perspektywie izometrycznej trójwymiarowej. |
| Motel Simulator                            | 2023                              | DRAGO entertainment                           | Microsoft Windows                                 | W lutym 2022 r DRAGO entertainment zapowiedział grę osadzoną w uniwersum cieszącego się bardzo dużą popularnością Gas Station Simulator. Symulator ma pozwolić sprzątanie i urządzanie własnego motelu, a także dogłębne poznawanie jego obsługi i gości. Goście będą posiadać własne zadania i historie, ich realizacja będzie wpływać na dalszy rozwój biznesu, osiąganie zarobku i wybór kluczowych klientów. Przewidywano zaimplementowanie intrygujących zwrotów akcji. Premiera miała nastąpić w 2022 r.. Zapowiedź gry w ciągu 24h trafił na TOP Listy Życzeń platformy Steam |
| Star Strikers: Galactic Soccer             | nieznana                          | Goat Gamez; Lunic Games                       | Microsoft Windows                                 | W lipcu 2022 r Goat Gamez we współpracy z brazylijskim Lunic Gamis zapowiedzieli grę piłkarską z zakładaną pemierą na 2023 r. Do dyspozycji gracza ma na start być oddanych 8 postaci-kapitanów o unikalnych mocach, którymi można przejść kampanię lub rywalizować z innymi graczami kanapowo lub online w trybie multiplayer. Rozgrywkę ma urozmaicać 16 "gwiezdnych mocy". Od wyników meczów rozgrywanych w duchu fair play będą zależeć losy planet zawodników. Całość ma być utrzymana w kreskówkowej stylistyce dwuwymiarowej, celującą w młodszą grupę odbiorców i promocję najlepszych wzorców. Debiut wersji demonstracyjnej był planowany na październik, na festiwalu Steam Next Fest. |
| Sports: Renovations                        | 2023                              | Goat Gamez                                    | Microsoft Windows                                 | Zwiastun gry został opublikowany w styczniu 2023 r. W tytule będącej symulatorem, gracz odpowiadał za renowację podupadających obiektów sportowych i przywrócenie im dawnej świetności. Celem jest zapobieżenie budowie centrum handlowego na powierzchni hali do koszykówki w jego rodzinnym mieście poprzez remont i wykonywanie różnych prac renowatorskich. Realizując zlecenia, miał otrzymywać trofeum, "pamiątkę" w swojej siedzibie, jej rozwijanie ma odblokować nowe korzyści i misje poboczne. Pooza kampanią, tytuł miał zaoferować również tryb Swobodnej rozgrywki. Pierwotnie zakładana premiera była datowana na 2023 r, lecz ostatecznie nie doszła do skutku. Obecnie nie ma ustalonej daty premiery. |
| Enemy of the State                         | 2025                              | Brave Lamb Studio                             | Microsoft Windows; Xbox Series X/S; PlayStation 5 | Podczas imprezy Future Games Show Brave Lamb Studio zapowiedziało strzelaninę w rzucie izometrycznym osadzoną w latach 20. podczas wielkiej prohibicji. Postać sterowana przez gracza ma rozpocząć przygodę od najniższego szczebla kryminalnej hierarchii. Wśród czynności udostępnianych przez twórców należy wymienić planowanie i przeprowadzanie napadów, przejmowanie lokacji, planowania i płatne zabójstwa, zarówno w trybie kampanii i multiplayer. Premiera w połowie 2024 r. W lutym 2024 r Brave Lamb Studio podpisało umowę wydawniczą z B. Studio S.A. Dokument przewidywał współpracę na dwóch etapach,: pierwszy ma zbadać nową koncepcję gry w modelu Wczesnego Dostępu, zbierając opinie użytkowników celem rozwoju, mając zapewnione finansowanie na 13 miesięcy prac; od zainteresowania tytułem zależało przejście na drugi etap, tj. do pełnej fazy produkcji i otrzymanie drugiej transzy finansowania na dokończenie prac nad grą i uruchomienie portu na konsole Xbox i Playstation. Zmiana koncepcji gry miała przejść na model oparty na doświadczeniach zespołu produkcyjnego. Tytuł ma być grą strategiczną stanowiącą mieszankę gatunków city builder, society survival i szeroko pojętych gier ekonomicznych. Wcielając się w rolę szefa gangu osadzonego w alternatywnej wizji czasów amerykańskiej prohibicji w stylistyce dieselpunkowej. Zadaniem stawianym graczowi jest zapewnić bezpieczeństwo głównej kryjówki, budowania dochodowej struktury źródeł przychodów z pogranicza legalności i lawirowanie w sferze politycznej. Przeprojektowanie rozgrywki zostało dokonane po analizie premiery gry War Hospital. Gra we Wczesnym Dostępie Steam ma pojawić się w II kwartale 2025 r |